# Списак кинеских владара
У Кини је постојао врло сложен систем употребе владарских имена. Кинески цареви су имали бар једно владарско име, које су користили током своје владавине, а после смрти су добијали постхумно и храмовно име. У историографији се користе различити начин навођења имена кинеских владара из различитих династија. Да би се избегла забуна, у свакој табели ће писати која се конвенција користи за навођење.
Видети још: Кинески владари
Сва имена владара и династија написана су упрошћеним кинеским карактерима.

## Династија Сја
Кинески: 夏朝 (Xià cháo).
На власти од око 2237. п. н. е. до око 1766. п. н. е.
| Име | Период владавине1   | Напомена                                                |
| --- | ------------------- | ------------------------------------------------------- |
| Ји 禹 (Yǔ) | 2237-2227. п. н. е. | Познат и као: Велики Ји (大禹, Dà Yǔ)                   |
| Ћи 启 (Qǐ) | 2227-2188. п. н. е. | Јиов син; успостављање наследне титуле по мушкој линији |
| Таи Канг 太康 (Tài Kāng) | 2188-2159. п. н. е. |                                                         |
| Џунг Канг 仲康 (Zhòng Kāng) | 2159-2146. п. н. е. |                                                         |
| Сјанг 相 (Xiāng) | 2146-2079. п. н. е. |                                                         |
| Шао Канг 少康 (Shào Kāng) | 2079-2057. п. н. е. |                                                         |
| Џу 予 (Zhù) | 2057-2040. п. н. е. |                                                         |
| Хуаи 槐 (Huái) | 2040-2014. п. н. е. |                                                         |
| Манг 芒 (Máng) | 2014-1996. п. н. е. |                                                         |
| Сје 泄 (Xiè) | 1996-1980. п. н. е. |                                                         |
| Бу Ђијанг 不降 (Bù Jiàng) | 1980-1921. п. н. е. |                                                         |
| Ђијунг 扃 (Jiōng) | 1921-1900. п. н. е. |                                                         |
| Ђин 廑 (Jǐn) | 1900-1879. п. н. е. |                                                         |
| Кунг Ђија 孔甲 (Kǒng Jiǎ) | 1879-1848. п. н. е. |                                                         |
| Гао 皋 (Gāo) | 1848-1837. п. н. е. |                                                         |
| Фа 发 (Fā) | 1837-1818. п. н. е. |                                                         |
| Ђије 桀 (Jié) | 1818-1766. п. н. е. | Познат и као: Ли Гуи (履癸, Lǚ Guǐ)                     |
| 1. За први тачан датум у кинеској историји узима се 841. година пре нове ере. Сви датуми пре тога предмет су научних расправа. Датуми у овим табелама написани су према Пројекту за хронологију династија Сја, Шанг и Џоу који је под покровитељством владе НР Кине. |                     |                                                         |

## Династија Шанг
Кинески: 商朝 (Shāng cháo)
На власти од око 1778. п. н. е. до око 1122. п. н. е.
| Ист. записи1 | Ђија-гу-вен2                 | Лично име                 | Постхумно име                         | Храмовно име               | Владавина3          |
| --- | ---------------------------- | ------------------------- | ------------------------------------- | -------------------------- | ------------------- |
| Конвенција за навођење: име коришћено у Историјским записима С’-ма Ћијена. |                              |                           |                                       |                            |                     |
| Танг 汤 (Tāng) | Танг 唐 (Táng)               | Ц’ Ли 子履 (Zǐ Lǚ)        | Краљ Таи-ву 太武王 (Tàiwǔwáng)        | Гао-цу 高祖 (Gāozǔ)        | 1778-1742. п. н. е. |
| Таи Динг 太丁 (Tài Dīng) | Да Динг 大丁 (Dà Dīng)       | непознато                 | Краљ Даи 代王 (Dàiwáng)               | Таи-цу 太祖 (Tàizǔ)        | 1741. п. н. е.      |
| Ваи Бинг 外丙 (Wài Bǐng) | Бу Бинг 卜丙 (Bǔ Bǐng)       | Ц’ Шенг 子胜 (Zǐ Shèng)   | Краљ Аи 哀王 (Āiwáng)                 | нема                       | 1741-1734. п. н. е. |
| Џунг Жен 仲任 (Zhòng Rén) | нема                         | Ц’ Јунг 子庸 (Zǐ Yōng)    | Краљ Ји 懿王 (Yìwáng)                 | нема                       | 1734-1730. п. н. е. |
| Таи Ђија 太甲 (Tài Jiǎ) | Да Ђија 大甲 (Dà Jiǎ)        | Ц’ Џ’ 子至 (Zǐ Zhì)       | Краљ Вен 文王 (Wénwáng)               | Таи-цунг 太宗 (Tàizōng)    | 1730-1720. п. н. е. |
| Во Динг 沃丁 (Wò Dīng) | нема                         | Ц’ Сјуен 子绚 (Zǐ Xuàn)   | Краљ Џао 昭王 (Zhāowáng)              | нема                       | 1720-1691. п. н. е. |
| Таи Генг 太庚 (Tài Gēng) | Да Генг 大庚 (Dà Gēng)       | Ц’ Бијен 子辩 (Zǐ Biàn)   | Краљ Сјуен 宣王 (Xuānwáng)            | нема                       | 1691-1666. п. н. е. |
| Сјао Ђија 小甲 (Xiǎo Jiǎ) | нема                         | Ц’ Гао 子高 (Zǐ Gāo)      | Краљ Ђинг 敬王 (Jìngwáng)             | нема                       | 1666-1649. п. н. е. |
| Јунг Ђи 雍己 (Yōng Jǐ) | нема                         | Ц’ Ми 子密 (Zǐ Mì)        | Краљ Јуен 元王 (Yuánwáng)             | нема                       | 1649-1637. п. н. е. |
| Таи Ву 太戊 (Tài Wù) | Да Ву 大戊 (Dà Wù)           | Ц’ Џоу 子伷 (Zǐ Zhòu)     | Краљ Ђинг 景王 (Jǐngwáng)             | Џунг-цунг 中宗 (Zhōngzōng) | 1637-1562. п. н. е. |
| Џунг Динг 仲丁 (Zhòng Dīng) | Џунг Динг 中丁 (Zhōng Dīng)  | Ц’ Џуанг 子庄 (Zǐ Zhuāng) | Краљ Сјао-ченг 孝成王 (Xiàochéngwáng) | нема                       | 1562-1549. п. н. е. |
| Ваи Жен 外壬 (Wài Rén) | Бу Жен 卜壬 (Bǔ Rén)         | Ц’ Фа 子发 (Zǐ Fā)        | Краљ С’ 思王 (Sīwáng)                 | нема                       | 1549-1534. п. н. е. |
| Х’ Дан Ђија 河亶甲 (Hé Dǎn Jiǎ) | Ђијен Ђија 戋甲 (Jiān Jiǎ)   | Ц’ Џенг 子整 (Zǐ Zhěng)   | Краљ Пинг I 前平王 (Qián Píngwáng)    | нема                       | 1534-1526. п. н. е. |
| Цу Ји 祖乙 (Zǔ Yǐ) | Ћије Ји 且乙 (Qiě Yǐ)        | Ц’ Тенг 子滕 (Zǐ Téng)    | Краљ Му 穆王 (Mùwáng)                 | нема                       | 1526-1507. п. н. е. |
| Цу Сјин 祖辛 (Zǔ Xīn) | Ћије Сјин 且辛 (Qiě Xīn)     | Ц’ Дан 子旦 (Zǐ Dàn)      | Краљ Хуан 桓王 (Huánwáng)             | нема                       | 1507-1491. п. н. е. |
| Во Ђија 沃甲 (Wò Jiǎ) | Ћијанг Ђија 羌甲 (Qiāng Jiǎ) | Ц’ Ји 子逾 (Zǐ Yú)        | Краљ Сји 僖王 (Xīwáng)                | нема                       | 1491-1466. п. н. е. |
| Цу Динг 祖丁 (Zǔ Dīng) | Ћије Динг 且丁 (Qiě Dīng)    | Ц’ Сјин 子新 (Zǐ Xīn)     | Краљ Џуанг 庄王 (Zhuāngwáng)          | нема                       | 1466-1434. п. н. е. |
| Нан Генг 南庚 (Nán Gēng) | нема                         | Ц’ Генг 子更 (Zǐ Gèng)    | Краљ Ћинг 顷王 (Qǐngwáng)             | нема                       | 1434-1409. п. н. е. |
| Јанг Ђија 阳甲 (Yáng Jiǎ) | Сјанг Ђија 象甲 (Xiàng Jiǎ)  | Ц’ Х’ 子和 (Zǐ Hé)        | Краљ Дао 悼王 (Dàowáng)               | нема                       | 1409-1402. п. н. е. |
| Пан Генг 盘庚 (Pán Gēng)4 | Бан Генг 般庚 (Bān Gēng)     | Ц’ Сјин 子旬 (Zǐ Xún)     | Краљ Вен-ченг 文成王 (Wénchéngwáng)   | Ш’-цу 世祖 (Shìzǔ)         | 1402-1374. п. н. е. |
| Сјао Сјин 小辛 (Xiǎo Xīn) | нема                         | Ц’ Сунг 子颂 (Zǐ Sòng)    | Краљ Џанг 章王 (Zhāngwáng)            | нема                       | 1374-1353. п. н. е. |
| Сјао Ји 小乙 (Xiǎo Yǐ) | нема                         | Ц’ Лијен 子敛 (Zǐ Liǎn)   | Краљ Хуи 惠王 (Huìwáng)               | нема                       | 1353-1325. п. н. е. |
| Ву Динг 武丁 (Wù Dīng) | нема                         | Ц’ Џао 子昭 (Zǐ Zhāo)     | Краљ Сјанг 襄王 (Xiāngwáng)           | Гао-цунг 高宗 (Gāozōng)    | 1325-1266. п. н. е. |
| Цу Ђи 祖己 (Zǔ Jǐ) | Ћије Ђи 且己 (Qiě Jǐ)        | непознато                 | непознато                             | нема                       | 1266-1259. п. н. е. |
| Цу Генг 祖庚 (Zǔ Gēng) | Ћије Генг 且庚 (Qiě Gēng)    | Ц’ Јуе 子跃 (Zǐ Yuè)      | Краљ Пинг II 后平王 (Hòu Píngwáng)    | нема                       | 1259-1226. п. н. е. |
| Цу Ђија 祖甲 (Zǔ Jiǎ) | Ћије Ђија 且甲 (Qiě Jiǎ)     | Ц’ Цаи 子载 (Zǐ Zǎi)      | Краљ Динг 定王 (Dìngwáng)             | Ш’-цунг 世宗 (Shìzōng)     | 1226. п. н. е.      |
| Лин Сјин 廪辛 (Lǐn Xīn) | нема                         | Ц’ Сјен 子先 (Zǐ Xiān)    | Краљ Гунг 共王 (Gòngwáng)             | Ђија-цунг 甲宗 (Jiǎzōng)   | 1226-1220. п. н. е. |
| Генг Динг 庚丁 (Gēng Dīng) | Канг Динг 康丁 (Kāng Dīng)   | Ц’ Сјао 子嚣 (Zǐ Xiāo)    | Краљ Ан 安王 (Ānwáng)                 | Канг-цу 康祖 (Kāngzǔ)      | 1220-1199. п. н. е. |
| Ву Ји 武乙 (Wǔ Yǐ) | нема                         | Ц’ Ћи 子瞿 (Zǐ Qú)        | Краљ Лије 烈王 (Lièwáng)              | Ву-цу 武祖 (Wǔzǔ)          | 1199-1195. п. н. е. |
| Таи Динг 太丁 (Tài Dīng) | Вен Динг 文丁 (Wén Dīng)     | Ц’ Туо 子托 (Zǐ Tuō)      | Краљ Куанг 匡王 (Kuāngwáng)           | нема                       | 1195-1192. п. н. е. |
| Ди Ји 帝乙 (Dì Yǐ) | нема                         | Ц’ Сјен 子羡 (Zǐ Xiàn)    | Краљ Д’ 德王 (Déwáng)                 | нема                       | 1192-1155. п. н. е. |
| Ди Сјин 帝辛 (Dì Xīn) | нема                         | Ц’ Шоу 子受 (Zǐ Shòu)     | Краљ Џоу 纣王 (Zhòuwáng)              | нема                       | 1155-1122. п. н. е. |
| 1. Владарско име забележено у Историјским записима С’-ма Ћијена из династије Хан. |                              |                           |                                       |                            |                     |
| 2. Име откривено на записима на костима за прорицање које су се користиле у време династије Шанг. |                              |                           |                                       |                            |                     |
| 3. За први тачан датум у кинеској историји узима се 841. година пре нове ере. Сви датуми пре тога предмет су научних расправа. Датуми у овим табелама написани су према Пројекту за хронологију династија Сја, Шанг и Џоу који је под покровитељством владе НР Кине. |                              |                           |                                       |                            |                     |
| 4. Од времена Пан Генга, династија Шанг се често назива и династија Јин (殷朝, Yīn cháo) зато што је престоница пресељена у истоимени град Јин. |                              |                           |                                       |                            |                     |

## Династија Џоу
Кинески: 周朝 (Zhōu cháo)
На власти од око 1182. п. н. е. до 256. године п. н. е.
Традиционално, династија Џоу се дели на четири раздобља:
- Династија Западни Џоу (око 1046-771. године п. н. е.), кинески: 西周 (Xī Zhōu)
- Династија Источни Џоу (770—256. п. н. е.), кинески: 东周 (Dōng Zhōu)
  - Период пролећа и јесени (770-476. п. н. е.), кинески: 春秋时代 (Chūnqiū shídài)
  - Период зараћених држава (476-221. п. н. е.), кинески: 战国时代 (Zhànguó shídài)

Све одреднице као што су Северни, Јужни, Рани, Позни и сличне придодате су називима династија тек у каснијој кинеској историографији, ради лакшег разликовања династија са истим именима.
| Постхумно име | Лично име                          | Период владавине1                   |
| --- | ---------------------------------- | ----------------------------------- |
| Конвенција за навођење: постхумно име. |                                    |                                     |
| Краљ Вен 文王 (Wénwáng) | Ђи Чанг 姬發 (Jī Chāng)            | 1108-1058. п. н. е.                 |
| Краљ Ву 武王 (Wǔwáng) | Ђи Фа 姬发 (Jī Fā)                 | 1058-1042. п. н. е.                 |
| Краљ Ченг 成王 (Chéngwáng) | Ђи Сунг 姬诵 (Jī Sòng)             | 1042-1021. п. н. е.                 |
| Краљ Канг 康王 (Kāngwáng) | Ђи Џао 姬釗 (Јī Zhāo)              | 1021-996. п. н. е.                  |
| Краљ Џао 昭王 (Zhāowáng) | Ђи Сја 姬瑕 (Jī Xiá)               | 996-977. п. н. е.                   |
| Краљ Му 穆王 (Mùwáng) | Ђи Ман 姬满 (Jī Mǎn)               | 977-922. п. н. е.                   |
| Краљ Гунг 共王 (Gōngwáng) | Ђи Ји-ху 姬繄扈 (Jī Yīhù)          | 922-900. п. н. е.                   |
| Краљ Ји 懿王 (Yìwáng) | Ђи Ђијен 姬囏 (Jī Jiān)            | 900-892. п. н. е.                   |
| Краљ Сјао 孝王 (Xiàowáng) | Ђи Пи-фанг 姬辟方 (Jī Pìfāng)      | 892-886. п. н. е.                   |
| Краљ Ји 夷王 (Yíwáng) | Ђи Сје 姬燮 (Jī Xiè)               | 886-878. п. н. е.                   |
| Краљ Ли 厉王 (Lìwáng) | Ђи Ху 姬胡 (Jī Hú)                 | 878-841. п. н. е.                   |
| Гунг-х’ (регентство) 共和 (Gōnghé) | Гунг-х’ (регентство) 共和 (Gōnghé) | 841-828. п. н. е.1                  |
| Краљ Сјуен 宣王 (Xuānwáng) | Ђи Ђинг 姬静 (Јī Jìng)             | 828-782. п. н. е.                   |
| Краљ Јоу 幽王 (Yōuwáng) | Ђи Гунг-није 姬宫涅 (Jī Gōngniè)   | 782-771. п. н. е.                   |
| Краљ Пинг 平王 (Píngwáng) | Ђи Ји-ђију 姬宜臼 (Jī Yíjiù)       | 771-720. п. н. е.                   |
| Краљ Хуан 桓王 (Huánwáng) | Ђи Лин 姬林 (Jī Lín)               | 720-697. п. н. е.                   |
| Краљ Џуанг 庄王 (Zhuāngwáng) | Ђи Туо 姬佗 (Jī Tuó)               | 697-682. п. н. е.                   |
| Краљ Ли 厘王 (Líwáng) | Ђи Ху-ћи 姬胡齐 (Jī Húqí)          | 682-677. п. н. е.                   |
| Краљ Хуи 惠王 (Huìwáng) | Ђи Ланг 姬阆 (Jī Láng)             | 677-675. п. н. е. 673-652. п. н. е. |
| нема | Ђи Туи 姬颓 (Jī Tuí)               | 675-673. п. н. е.                   |
| Краљ Сјанг 襄王 (Xiāngwáng) | Ђи Џенг 姬郑 (Jī Zhèng)            | 652-619. п. н. е.                   |
| Краљ Ћинг 顷王 (Qǐngwáng) | Ђи Жен-чен 姬壬臣 (Јī Rénchén)     | 619-613. п. н. е.                   |
| Краљ Куанг 匡王 (Kuāngwáng) | Ђи Бан 姬班 (Jī Bān)               | 613-607. п. н. е.                   |
| Краљ Динг 定王 (Dìngwáng) | Ђи Ји 姬瑜 (Jī Yú)                 | 607-586. п. н. е.                   |
| Краљ Ђијен 简王 (Jiǎnwáng) | Ђи Ји 姬夷 (Jī Yí)                 | 586-572. п. н. е.                   |
| Краљ Линг 灵王 (Língwáng) | Ђи Сје-сјин 姬泄心 (Jī Xièxīn)     | 572-545. п. н. е.                   |
| Краљ Ђинг 景王 (Jǐngwáng) | Ђи Гуи 姬贵 (Jī Guì)               | 545-520. п. н. е.                   |
| Краљ Дао 悼王 (Dàowáng) | Ђи Менг 姬猛 (Jī Měng)             | 520. п. н. е.                       |
| Краљ Ђинг 敬王 (Jìngwáng) | Ђи Гаи 姬丐 (Jī Gài)               | 520-476. п. н. е.                   |
| Краљ Јуен 元王 (Yuánwáng) | Ђи Жен 姬仁 (Jī Rén)               | 476-469. п. н. е.                   |
| Краљ Џен-динг 贞定王 (Zhēndìngwáng) | Ђи Ђије 姬介 (Jī Jiè)              | 469-441. п. н. е.                   |
| Краљ Аи 哀王 (Āiwáng) | Ђи Ћи-ђи 姬去疾 (Jī Qùjí)          | 441. п. н. е.                       |
| Краљ С’ 思王 (Sīwáng) | Ђи Шу 姬叔 (Jī Shū)                | 441. п. н. е.                       |
| Краљ Као 考王 (Kǎowáng) | Ђи Веи 姬嵬 (Jī Wéi)               | 441-426. п. н. е.                   |
| Краљ Веи-лије 威烈王 (Wēilièwáng) | Ђи Ву 姬午 (Jī Wǔ)                 | 426-402. п. н. е.                   |
| Краљ Ан 安王 (Ānwáng) | Ђи Ђијао 姬骄 (Jī Jiāo)            | 402-376. п. н. е.                   |
| Краљ Лије 烈王 (Lièwáng) | Ђи Сји 姬喜 (Jī Xǐ)                | 376-369. п. н. е.                   |
| Краљ Сјен 显王 (Xiǎnwáng) | Ђи Бјен 姬扁 (Jī Biǎn)             | 369-321. п. н. е.                   |
| Краљ Шен-ђинг 慎靓王 (Shènjìngwáng) | Ђи Динг 姬定 (Jī Dìng)             | 321-315. п. н. е.                   |
| Краљ Нан 赧王 (Nǎnwáng) | Ђи Јен 姬延 (Jī Yán)               | 315-256. п. н. е.                   |
| Краљ Шун 顺王 (Shùnwáng)2 | Ђи Ђије 姬杰 (Jī Jié)              | 256-249. п. н. е.                   |
| 1. За први тачан датум у кинеској историји узима се 841. година пре нове ере. Сви датуми пре тога предмет су научних расправа. Датуми у овим табелама написани су према Пројекту за хронологију династија Сја, Шанг и Џоу који је под покровитељством владе НР Кине. |                                    |                                     |
| 2. Племство из породице Ђи прогласило је Ђи Ђијеа за новог краља када је 256. године пре нове ере војска династије Ћин освојила дотадашњу престоницу Луојанг. Међутим, у кинеској се историографији сматра да је краљ Нан био последњи владар ове династије.         |                                    |                                     |

## Династија Ћин
Кинески: 秦朝 (Qín cháo)
На власти од 221. до 206. године пре нове ере.
| Владарско име | Постхумно име                                    | Лично име                                   | Период владавине  |
| --- | ------------------------------------------------ | ------------------------------------------- | ----------------- |
| Конвенција за навођење: постхумно или владарско име. |                                                  |                                             |                   |
| Напомена: Краљ Џао-сјанг је владао 51 годину пре него што је 256. године пре нове ере победио династију Џоу. Кинески историчари као прву годину династије Ћин рачунају 255. годину пре нове ере, односно 52. годину владавине краља Џао-сјанга. Период кинеског царства почиње са Првим царем, Ћин Ши Хуангом, 221. године пре нове ере. |                                                  |                                             |                   |
| | Краљ Џао-сјанг 秦昭襄王 (Qín Zhāoxiāngwáng)      | Јинг Ц’/Јинг Ђи 嬴则/嬴稷 (Yíng Zé/Yíng Jì) | 255-251. п. н. е. |
| | Краљ Сјао-вен 秦孝文王 (Qín Xiàowénwáng)         | Јинг Џу 嬴柱 (Yíng Zhù)                     | 251. п. н. е.     |
| | краљ Џуанг-сјанг 秦庄襄王 (Qíng Zhuāngxiāngwáng) | Јинг Ц’-чу 嬴子楚 (Yíng Zǐchǔ)              | 251-247. п. н. е. |
| Први кинески цар 秦始皇 (Qín Shǐhuáng) | нема1                                            | Јинг Џенг 嬴政 (Yíng Zhèng)                 | 247-209. п. н. е. |
| Други кинески цар 秦二世 (Qín Èrshì) | нема                                             | Јинг Ху-хаи 嬴胡亥 (Yíng Húhài)             | 209-206. п. н. е. |
| нема2 | нема                                             | Јинг Ц’-јинг 嬴子婴 (Yíng Zǐyīng)           | 206. п. н. е.     |
| 1. Јинг Џенг је по узимању титуле Првог цара забранио давање постхумних имена, зато што је сматрао да нису у складу са начелом синовље оданости и култа предака, јер преко њих „син процењује оца, а министар процењује владара“. |                                                  |                                             |                   |
| 2. Каснији историчари Јинг Ц’-јингу приписују владарску титулу Трећег цара (秦三世, Qín Sānshì), иако је он никада није користио. |                                                  |                                             |                   |

## Династија Хан
Кинески: 汉朝 (Hàn cháo)
На власти од 206. године пре нове ере до 220. године нове ере.
Традиционално, династија Хан се дели на два раздобља:
- Династија Западни Хан (206. п. н. е.-8. године н. е.), кинески: 西汉 (Xī Hàn)
- Династија Источни Хан (25—220), кинески: 东汉 (Dōng Hàn)

Између ова два периода, од 8. године до 25. године нове ере, на власти је била династија Сјин.

### Династија Западни Хан
| Постхумно име | Храмовно име                   | Лично име                        | Владарско име | Период владавине |
| --- | ------------------------------ | -------------------------------- | --- | --- |
| Конвенција за навођење: (скраћено) постхумно име. Има пар изузетака.1 |                                |                                  | | |
| Цар Гао 高皇帝 (Gāohuángdì) | Гао-цу 高祖 (Hàn Gāozǔ)2       | Лију Банг 刘邦 (Liú Bāng)        | 206.-195. п. н. е. | 206.-195. п. н. е. |
| Цар Сјао-хуи 孝惠皇帝 (Xiàohuì huángdì) | нема                           | Лију Јинг 刘盈 (Liú Yíng)        | 195.-188. п. н. е. | 195.-188. п. н. е. |
| Цар Шао I 前少帝 (Qián Shàodì) | нема                           | Лију Гунг 刘恭 (Liú Gōng)        | 188.-184. п. н. е. | 188.-184. п. н. е. |
| Цар Шао II 后少帝 (Hòu Shàodì) | нема                           | Лију Хунг 刘弘 (Liú Hóng)        | 184-180. п. н. е. | 184-180. п. н. е. |
| Цар Сјао-вен 孝文皇帝 (Xiàowén huángdì) | Таи-цунг 太宗 (Hàn Tàizōng)    | Лију Хенг 刘恒 (Liú Héng)        | Ћијен-јуен (前元) Хоу-јуен (后元) | 180.-163. п. н. е. 163.-157. п. н. е. |
| Цар Сјао-ђинг 孝景皇帝 (Xiàojǐng huángdì) | нема                           | Лију Ћи 刘启 (Liú Qǐ)            | Ћијен-јуен (前元) Џунг-јуен (中元) Хоу-јуен (后元) | 156.-149. п. н. е. 149-143. п. н. е. 143.-141. п. н. е. |
| Цар Сјао-ву 孝武皇帝 (Xiàowǔ huángdì) | Ш’-цунг 世宗 (Hàn Shìzōng)     | Лију Ч’ 刘彻 (Liú Chè)           | Ђијен-јуен (建元) Јуен-гуанг (元光) Јуен-шуо (元朔) Јуен-шоу (元狩) Јуен-динг (元鼎) Јуен-фенг (元封) Таи-чу (太初) Тјен-хан (天汉) Таи-ш’ (太始) Џенг-х’ (征和) Хоу-јуен (后元) | 140.-135. п. н. е. 135.-129. п. н. е. 129.-123. п. н. е. 123.-117. п. н. е. 117.-111. п. н. е. 111.-105. п. н. е. 105.-101. п. н. е. 101.-97. п. н. е. 97.-93. п. н. е. 93.-89. п. н. е. 89.-87. п. н. е. |
| Цар Сјао-џао 孝昭皇帝 (Xiàozhāo huángdì) | нема                           | Лију Фу-линг 刘弗陵 (Liú Fúlíng) | Ш’-јуен (始元) Јуен-фенг (元凤) Јуен-пинг (元平) | 86.-80. п. н. е. 80.-75. п. н. е. 75.-74. п. н. е. |
| нема | нема                           | Лију Х’ 刘贺 (Liú Hè)            | Јуен-пинг (元平)3 | 74. п. н. е. |
| Цар Сјао-сјуен 孝宣皇帝 (Xiàoxuān huángdì) | Џунг-цунг 中宗 (Hàn Zhōngzōng) | Лију Сјин 刘询 (Liú Xún)         | Бен-ш’ (本始) Ди-ђије (地节) Јуен-канг (元康) Шен-ђије (神爵) Ву-фенг (五凤) Ган-лу (甘露) Хуанг-лунг (黄龙)                                                                     | 73.-70. п. н. е. 70.-66. п. н. е. 66.-61. п. н. е. 61.-58. п. н. е. 58.-54. п. н. е. 54.-50. п. н. е. 50.-49. п. н. е.                                                                                    |
| Цар Сјао-јуен 孝元皇帝 (Xiàoyuán huángdì) | нема                           | Лију Ш’ 刘奭 (Liú Shì)           | Чу-јуен (初元) Јунг-гуанг (永光) Ђијен-џао (建昭) Ђинг-нинг (竟宁) | 48.-44. п. н. е. 44.-39. п. н. е. 39.-34. п. н. е. 34.-33. п. н. е. |
| Цар Сјао-ченг 孝成皇帝 (Xiàochéng huángdì) | нема                           | Лију Ао 刘骜 (Liú Ào)            | Ђијен-ш’ (建始) Х’-пинг (河平) Јанг-шуо (阳朔) Хунг-ђија (鸿嘉) Јунг-ш’ (永始) Јуен-јен (元延) Суи-х’ (绥和)                                                                     | 32.-28. п. н. е. 28.-25. п. н. е. 25.-21. п. н. е. 21-17. п. н. е. 17.-13. п. н. е. 13-9. п. н. е. 9.-7. п. н. е.                                                                                         |
| Цар Сјао-аи 孝哀皇帝 (Xiào’āi huángdì) | нема                           | Лију Сјин 刘欣 (Liú Xīn)         | Ђијен-пинг (建平) Јуен-шоу (元寿) | 6-3. п. н. е. 3.-1. п. н. е. |
| Цар Сјао-пинг 孝平皇帝 (Xiàopíng huángdì) | нема                           | Лију Кан 刘衎 (Liú Kàn)          | Јуен-ш’ (元始) | 1.-5. |
| Цар Жу-ц’ 孺子皇帝 (Rúzǐ huángdì) | нема                           | Лију Јинг 刘婴 (Liú Yīng)        | Ђи-ш’ (居摄) Чу-ш’ (初始) | 6.-8. 8. |
| 1. Постхумна имена свих владара ове династије, осим Гао-цуа, Гуанг-вуа и четири Шаоа садрже карактер сјао (xiào, 孝) који значи синовља оданост. У навођењу имена владара овај се карактер обично изоставља.                                  |                                |                                  | | |
| 2. У Историјским записима С’-ма Ћијена забележено је да је храмовно име овог цара било Гао-цу (高祖), те је од тог периода је постало уобичајено да се наводи под тим именом. Међутим, његово право храмовно име је било Таи-цу (Tàizǔ, 太祖) |                                |                                  | | |
| 3. Лију Х’ је био принц од Чанг-јиа који је провео само 27 дана на кинеском престолу. |                                |                                  | | |

### Династија Сјин
Кинески: 新朝 (Xīn cháo)
| Постхумно име                       | Лично име                  | Владарско име                                                       | Период владавине             |
| ----------------------------------- | -------------------------- | ------------------------------------------------------------------- | ---------------------------- |
| Конвенција за навођење: Лично име   |                            |                                                                     |                              |
| Цар Ђијен-сјинг 建兴帝 (Jiànxìngdì) | Ванг Манг 王莽 (Wáng Mǎng) | Чу-ш’ (初始) Ш’-ђијен-гуо (始建国) Тјен-фенг (天凤) Ди-хуанг (地皇) | 8.-9. 9.-13. 13.-19. 19.-23. |

### Династија Источни Хан
| Постхумно име | Храмовно име                | Лично име                    | Владарско име | Период владавине                      |
| --- | --------------------------- | ---------------------------- | --- | ------------------------------------- |
| Конвенција за навођење: (скраћено) постхумно име. Има пар изузетака.1 |                             |                              | |                                       |
| Цар Гуанг-ву 光武皇帝 (Guāngwǔ huángdì) | Ш’-цу 世祖 (Shìzǔ)          | Лију Сју 刘秀 (Liú Xiù)      | Ђијен-ву (建武) Ђијен-ву-џунг-јуен (建武中元)                                                                     | 25-56 -57                             |
| Цар Сјао-минг 孝明皇帝 (Xiàomíng huángdì) | Сјен-цунг 显宗 (Xiǎnzōng)   | Лију Џуанг 刘庄 (Liú Zhuāng) | Јунг-пинг (永平)                                                                                                  | 58-75                                 |
| Цар Сјао-џанг 孝章皇帝 (Xiàozhāng huángdì) | Су-цунг 肃宗 (Sùzōng)       | Лију Да 刘炟 (Liú Dá)        | Ђијен-чу (建初) Јуен-х’ (元和) Џанг-х’ (章和)                                                                     | 76-84 -87 -88                         |
| Цар Сјао-х’ 孝和皇帝 (Xiàohé huángdì) | Му-цунг 穆宗 (Mùzōng)       | Лију Џао 刘肇 (Liú Zhào)     | Јунг-јуен (永元) Јуен-сјинг (元兴)                                                                                | 89-105                                |
| Цар Сјао-шанг 孝殇皇帝 (Xiàoshāng huángdì) | нема                        | Лију Лунг 刘隆 (Liú Lóng)    | Јен-пинг (延平)                                                                                                   | 106                                   |
| Цар Сјао-ан 孝安皇帝 (Xiào’ān huángdì) | Гунг-цунг 恭宗 (Gōngzōng)   | Лију Ху 刘祜 (Liú Hù)        | Јунг-чу (永初) Јуен-чу (元初) Јунг-нинг (永宁) Ђијен-гуанг (建光) Јен-гуанг (延光)                                | 107-113 -120 -121 -122 -125           |
| Цар Шао I 前少帝 (Qián Shàodì) | нема                        | Лију Ји 刘懿 (Liú Yì)        | Јен-гуанг (延光)                                                                                                  | 125                                   |
| Цар Сјао-шун 孝顺皇帝 (Xiàoshùn huángdì) | Ђинг-цунг 汉敬宗 (Jìngzōng) | Лију Бао 刘保 (Liú Bǎo)      | Јунг-ђијен (永建) Јанг-ђија (阳嘉) Јунг-х’ (永和) Хан-ан (汉安) Ђијен-канг (建康)                                 | 126-132 -135 -141 -144                |
| Цар Сјао-чунг 孝冲皇帝 (Xiàochōng huángdì) | нема                        | Лију Бинг 刘炳 (Liú Bǐng)    | Јунг-сји (永熹)                                                                                                   | 145                                   |
| Цар Сјао-џ’ 孝质皇帝 (Xiàozhì huángdì) | нема                        | Лију Цуан 刘缵 (Liú Zuǎn)    | Бен-чу (本初) | 146                                   |
| Цар Сјао-хуан 孝桓皇帝 (Xiàohuán huángdì) | Веи-цунг 汉威宗 (Wēizōng)   | Лију Џ’ 刘志 (Liú Zhì)       | Ђијен-х’ (建和) Х’-пинг (和平) Јуен-ђија (元嘉) Јунг-сјинг (永兴) Јунг-шоу (永寿) Јен-сји (延熹) Јунг-канг (永康) | 147-149 150 151-153 -154 155-158 -167 |
| Цар Сјао-линг 孝灵皇帝 (Xiàolíng huángdì) | нема                        | Лију Хунг 刘宏 (Liú Hóng)    | Ђијен-нинг (建宁) Сји-пинг (熹平) Гуанг-х’ (光和) Џунг-пинг (中平)                                                | 168-172 -178 -184 -189                |
| Цар Шао II 后少帝 (Hòu Shàodì) | нема                        | Лију Бијен 刘辩 (Liú Biàn)   | Гуанг-сји (光熹) Џао-нинг (昭宁)                                                                                  | 189                                   |
| Цар Сјао-сјен 孝献皇帝 (Xiàoxiàn huángdì) 2 | нема                        | Лију Сје 刘协 (Liú Xié)      | Јунг-хан (永汉) Чу-пинг (初平) Сјинг-пинг (兴平) Ђијен-ан (建安) Јен-канг (延康)                                  | 189 190-193 -195 -220                 |
| 1. Постхумна имена свих владара ове династије, осим Гао-цуа, Гуанг-вуа и четири Шаоа садрже карактер сјао (xiào, 孝) који значи синовља оданост. У навођењу имена владара овај се карактер обично изоставља. |                             |                              | |                                       |
| 2. Цар Џао-лије из династије Шу Хан променио је цару Сјену постхумно име у: Цар Сјао-мин (孝愍皇帝) |                             |                              | |                                       |

## Период Трију краљевстава
Кинески: 三国时代 (Sān guó shídài)
Овај период трајао је од 220. до 280. године. Тада су паралелно постојале три државе:
- Династија Цао Веи (220—265), кинески: 曹魏 (Cáo Wèi)
- Династија Шу Хан (221—263), кинески: 蜀汉 (Shǔ Hàn)
- Династија Сун Ву (222—280), кинески: 孙吴 (Sūn Wú)

Одреднице Цао и Ву презимена су владарских кућа ове две државе, а Шу означава област данашњег Сичуана. Ове одреднице додате су називима династија од стране каснијих историчара, ради разликовања периода у којима су постојале династије са истим називима.

### Династија Цао Веи
| Постхумно име | Храмовно име                   | Лично име                | Владарско име                                 | Период владавине  |
| --- | ------------------------------ | ------------------------ | --------------------------------------------- | ----------------- |
| Конвенција за навођење: Лично име. |                                |                          |                                               |                   |
| Цар Ву 武帝 (Wǔdì) | Веи Таи-цу 魏太祖 (Wèi Tàizǔ)  | Цао Цао 曹操 (Cáo Cāo)   | нема1                                         |                   |
| Цар Вен 文帝 (Wéndì) | Веи Гао-цу 魏高祖 (Wèi Gāozǔ)  | Цао Пи 曹丕 (Cáo Pī)     | Хуанг-чу (黄初)                               | 220-226           |
| Цар Минг 明帝 (Míngdì) | Веи Лије-цу 魏烈祖 (Wèi Gāozǔ) | Цао Жуи 曹睿 (Cáo Ruì)   | Таи-х’ (太和) Ћинг-лунг (青龙) Ђинг-чу (景初) | 227-233 -237 -239 |
| Цар Шао 少帝 (Shàodì) | нема                           | Цао Фанг 曹芳 (Cáo Fāng) | Џенг-ш’ (正始) Ђија-пинг (嘉平)               | 240-249 -254      |
| Цар Феи 废帝 (Fèidì) | нема                           | Цао Мао 曹髦 (Cáo Máo)   | Џенг-јуен (正元) Ган-лу (甘露)                | 254-256 -260      |
| Цар Јуен 元帝 (Yuándì) | нема                           | Цао Хуан 曹奂 (Cáo Huàn) | Ђинг-јуен (景元) Сјен-сји (咸熙)              | 260-264 -265      |
| 1. Цао Цао је био отац Цао Пија, али не и владар. Цао Пи му је по свом ступању на власт доделио постхумно и храмовно име. Овај обичај није био редак у кинеској историји. |                                |                          |                                               |                   |

### Династија Шу Хан
| Постхумно име                             | Храмовно име | Лично име                | Владарско име                                                      | Период владавине     |
| ----------------------------------------- | ------------ | ------------------------ | ------------------------------------------------------------------ | -------------------- |
| Конвенција за навођење: Лично име.        |              |                          |                                                                    |                      |
| Цар Џао-лије 昭烈皇帝 (Zhāoliè huángdì)   | нема         | Лију Беи 刘备 (Liú Bèi)  | Џанг-ву (章武)                                                     | 221-223              |
| Цар Сјао-хуаи 孝怀皇帝 (Xiàohuái huángdì) | нема         | Лију Чан 刘禅 (Liú Chán) | Ђијен-сјинг (建兴) Јен-сји (延熙) Ђинг-јао (景耀) Јен-сјинг (炎兴) | 223-237 -257 258-263 |

### Династија Сун Ву
| Постхумно име                      | Храмовно име        | Лично име                   | Владарско име | Период владавине                            |
| ---------------------------------- | ------------------- | --------------------------- | --- | ------------------------------------------- |
| Конвенција за навођење: Лично име. |                     |                             | |                                             |
| Цар Да 大皇帝 (Dà huángdì)         | Таи-цу 太祖 (Tàizǔ) | Сун Ћијен 孙权 (Sūn Quán)   | Хуанг-ву (黄武) Хуанг-лунг (黄龙) Ђија-х’ (嘉禾) Ч’-ву (赤乌) Таи-јуен (太元) Шен-фенг (神凤)                                        | 222-229 -231 -238 -251 -252                 |
| Цар Феи 废皇帝 (Fèi huángdì)       | нема                | Сун Лијанг 孫亮 (Sūn Liàng) | Ђијен-сјинг (建兴) Ву-фенг (五凤) Таи-пинг (太平)                                                                                    | 252-253 -256 -258                           |
| Цар Ђинг 景皇帝 (Jǐng huángdì)     | нема                | Сун Сју 孫休 (Sūn Xiū)      | Јунг-ан (永安) | 258-264                                     |
| Цар Мо 末帝 (Mòdì)                 | нема                | Сун Хао 孙皓 (Sūn Hào)      | Јуен-сјинг (元兴) Ган-лу (甘露) Бао-динг (宝鼎) Ђијен-хенг (建衡) Фенг-хуанг (凤凰) Тијен-ц’ (天册) Тијен-сји (天玺) Тијен-ђи (天纪) | 264-265 -266 -269 -271 272-274 -276 277-280 |

## Династија Ђин
Кинески: 晋朝 (Jìn cháo)
На власти од 265. године до 420. године.
Династија Ђин се дели на два раздобља:
- Династија Западни Ђин (265—316), кинески: 西晋 (Xī Jìn)
- Династија Источни Ђин (317—420), кинески: 东晋 (Dōng Jìn)

Одреднице Западни и Источни додате су од стране каснијих историчара.

### Династија Западни Ђин
| Постхумно име | Храмовно име       | Лично име                      | Владарско име | Период владавине                        |
| --- | ------------------ | ------------------------------ | --- | --------------------------------------- |
| Конвенција за навођење: (скраћено) постхумно име.1 |                    |                                | |                                         |
| Ву-ди 武帝 (Wǔdì) | Ш’-цу 世祖 (Shìzǔ) | С’-ма Јен 司马炎 (Sīmǎ Yán)    | Таи-ш’ (泰始) Сјен-нинг (咸宁) Таи-канг (太康) Таи-сји (太熙) | 265-274 275-280 -289 290                |
| Цар Сјао-хуи 孝惠皇帝 (Xiàohuì huángdì) | нема               | С’-ма Џунг 司马衷 (Sīmǎ Zhōng) | Јунг-сји (永熙) Јунг-пинг (永平) Јуен-канг (元康) Јунг-канг (永康) Јунг-нинг (永宁) Таи-ан (太安) Јунг-ан (永安) Ђијен-ву (建武) Јунг-ан (永安) Јунг-сјинг (永兴) Гуанг-сји (光熙) | 290 291 -299 300-301 -302 -303 304 -306 |
| Цар Сјао-хуаи 孝怀皇帝 (Xiàohuái huángdì) | нема               | С’-ма Ч’ 司马炽 (Sīmǎ Chì)     | Јунг-ђија (永嘉) | 307-313                                 |
| Цар Сјао-мин 孝愍皇帝 (Xiàomǐn huángdì) | нема               | С’-ма Је 司马邺 (Sīmǎ Yè)      | Ђијен-сјинг (建兴) | 313-317                                 |
| 1. Постхумна имена свих владара ове династије, осим цара Вуа, садрже карактер сјао (孝, xiào) који значи синовља оданост. У навођењу имена владара овај се карактер обично изоставља. |                    |                                | |                                         |

### Династија Источни Ђин
| Постхумно име                            | Храмовно име                   | Лично име                            | Владарско име                                    | Период владавине        |
| ---------------------------------------- | ------------------------------ | ------------------------------------ | ------------------------------------------------ | ----------------------- |
| Конвенција за навођење: постхумно име.   |                                |                                      |                                                  |                         |
| Цар Јуен 元帝 (Yuándì)                   | Џунг-цунг 中宗 (Jìn Zhōngzōng) | С’-ма Жуи 司马睿 (Sīmǎ Ruì)          | Ђијен-ву (建武) Да-сјинг (大兴) Јунг-чанг (永昌) | 317-318 -321 -322       |
| Цар Минг 明帝 (Míngdì)                   | Су-цунг 肃宗 (Sùzōng)          | С’-ма Шао 司马绍 (Sīmǎ Shào)         | Јунг-чанг (永昌) Таи-нинг (太宁)                 | 322-323 -325            |
| Цар Ченг 成帝 (Chéngdì)                  | Сјен-цунг 显宗 (Xiǎnzōng)      | С’-ма Јен 司马衍 (Sīmǎ Yǎn)          | Таи-нинг (太宁) Сјен-х’ (咸和) Сјен-канг (咸康)  | 325 326-334 335-342     |
| Цар Канг 康帝 (Kāngdì)                   | нема                           | С’-ма Јуе 司马岳 (Sīmǎ Yuè)          | Ђијен-јуан (建元)                                | 343-344                 |
| Цар Му 穆帝 (Mùdì)                       | Сјао-цунг 孝宗 (Jìn Xiàozōng)  | С’-ма Дан 司马聃 (Sīmǎ Dān)          | Јунг-х’ (永和) Шенг-пинг (升平)                  | 345-356 357-361         |
| Цар Аи 哀帝 (Āidì)                       | нема                           | С’-ма Пи 司马丕 (Sīmǎ Pī)            | Лунг-х’ (隆和) Сјинг-нинг (兴宁)                 | 362-363 -365            |
| Цар Феи 废帝 (Fèidì)                     | нема                           | С’-ма Ји 司马奕 (Sīmǎ Yì)            | Таи-х’ (太和)                                    | 365-371                 |
| Цар Ђијен-вен 简文皇帝 (Jiǎnwén huángdì) | Таи-цунг 太宗 (Tàizōng)        | С’-ма Ји 司马昱 (Sīmǎ Yù)            | Сјен-ан (咸安)                                   | 371-372                 |
| Цар Сјао-ву 孝武皇帝 (Xiàowǔ huángdì)    | Лије-цунг 晋烈宗 (Lièzōng)     | С’-ма Јао 司马曜 (Sīmǎ Yào)          | Нинг-канг (宁康) Таи-јуен (太元)                 | 373-375 376-396         |
| Цар Ан 安帝 (Āndì)                       | нема                           | С’-ма Д’-цунг 司马德宗 (Sīmǎ Dézōng) | Лунг-ан (隆安) Јуен-сјинг (元兴) Ји-сји (义熙)   | 397-401 402-404 405-418 |
| Цар Гунг 恭帝 (Gōngdì)                   | нема                           | С’-ма Д’-вен 司马德文 (Sīmǎ Déwén)   | Јуен-сји (元熙)                                  | 419-420                 |

## Период шеснаест држава
Кинески: 十六国时代 (Shìliúguó shídài)
Овај период је трајао од 304. до 439. године. Паралелно су постојале и смењивале се следеће државе и династије:
- Царство Џао Хан (304—329)
- Царство Ченг Хан (304—347)
- Краљевство Рани Лијанг (314—376)
- Царство Позни Џао (319—351)
- Царство Рани Јен (337—370)
- Царство Рани Ћин (351—394)
- Царство Позни Ћин (384—417)
- Царство Позни Јен (384—407)
- Краљевство Западни Ћин (385—431)
- Краљевство Позни Лијанг (386—403)
- Краљевство Јужни Лијанг (397—414)
- Краљевина Северни Лијанг (397—439)
- Царство Јужни Јен (398—410)
- Краљевство Западни Лијанг (400—421)
- Царство Ху Сја (407—431)
- Царство Северни Јен (407—436)

Све одреднице као што су Западни и Источни, или Рани и Позни, додате су од стране каснијих историчара. 

### Царство Џао Хан
Кинески: 赵汉 (Zhào Hàn)
| Постхумно име                                                            | Храмовно име             | Лично име                 | Владарско име                                                         | Период владавине       |
| ------------------------------------------------------------------------ | ------------------------ | ------------------------- | --------------------------------------------------------------------- | ---------------------- |
| Конвенција за навођење: лично име.                                       |                          |                           |                                                                       |                        |
| Цар Гуанг-вен 光文皇帝 (Guāngwén huángdì)                                | Гао-цу 高祖 (Gāozǔ)      | Лију Јуен 刘渊 (Liú Yuān) | Ђијен-сјинг (建兴) Јунг-фенг (永凤) Х’-жуи (河瑞)                     | 304-308 -309 -310      |
| Цар Ву 武皇帝 (Wǔ huángdì)                                               | нема                     | Лију Х’ 刘和 (Liú Hé)     | нема                                                                  | 310                    |
| Цар Џао-ву 昭武皇帝 (Zhāowǔ huángdì)                                     | Лије-цунг 烈宗 (Lièzōng) | Лију Цунг 刘聪 (Liú Cōng) | Гуанг-сјинг (光兴) Ђија-пинг (嘉平) Ђијен-јуен (建元) Лин-ђија (麟嘉) | 310-311 -315 -316 -318 |
| Цар Јин 隐帝 (Yǐndì)                                                     | нема                     | Лију Цан 刘粲 (Liú Càn)   | Хан-чанг (汉昌)                                                       | 318                    |
| Цар Мо 末帝 (Mòdì)1                                                      | нема                     | Лију Јао 刘曜 (Liú Yào)   | Гуанг-чу (光兴)                                                       | 318-328                |
| Цар Гуанг 光帝 (Guāngdì)1                                                | нема                     | Лију Сји 刘熙 (Liú Xī)    | Гуанг-чу (光兴)                                                       | 328-329                |
| 1. Период владавине Лију Јаоа и Лију Сјиа назива се и царством Рани Џао. |                          |                           |                                                                       |                        |

### Царство Ченг Хан
Кинески: 成汉 (Chéng Hàn)
| Постхумно име                      | Храмовно име                  | Лично име                   | Владарско име                                     | Период владавине  |
| ---------------------------------- | ----------------------------- | --------------------------- | ------------------------------------------------- | ----------------- |
| Конвенција за навођење: лично име. |                               |                             |                                                   |                   |
| Цар Ву 武帝 (Wǔdì)                 | Таи-цунг 太宗 (Chéng Tàizōng) | Лију Сјунг 刘雄 (Liú Xióng) | Ђијен-сјинг (建兴) Јен-пинг (晏平) Ји-хенг (玉衡) | 303-305 -311 -334 |
| Цар Аи 哀帝 (Āidì)                 | нема                          | Лију Бан 刘班 (Liú Bān)     | Ји-хенг (玉衡)                                    | 334               |
| Цар Феи 废帝 (Fèidì)               | нема                          | Лију Ћи 刘期 (Liú Qī)       | Ји-хенг (玉恒)                                    | 334-338           |
| Цар Џао-вен 昭文帝 (Zhāowéndì)     | Џунг-цунг 太宗 (Zhōngzōng)    | Лију Шоу 刘寿 (Liú Shòu)    | Хан-сјинг (汉兴)                                  | 338-343           |
| Цар Вен 文帝 (Wéndì)               | нема                          | Лију Ш’ 刘势 (Liú Shì)      | Таи-х’ (太和) Ђија-нинг (嘉宁)                    | 343-346 -347      |

### Краљевство Рани Лијанг
Кинески: 前凉 (Qián Liáng)
| Постхумно име                         | Храмовно име            | Лично име                               | Владарско име                       | Период владавине |
| ------------------------------------- | ----------------------- | --------------------------------------- | ----------------------------------- | ---------------- |
| Конвенција за навођење: лично име.    |                         |                                         |                                     |                  |
| Краљ Минг 明王 (Míngwáng)             | Гао-цу 高祖 (Gāozǔ)     | Џанг Ш’ 张寔 (Zhāng Shí)                | Ђијен-сјинг (建兴)                  | 314-320          |
| Краљ Ченг 成王 (Chéngwáng)            | Таи-цунг 太宗 (Tàizōng) | Џанг Мао 张茂 (Zhāng Mào)               | Ђијен-сјинг (建兴)                  | 320-324          |
| Краљ Вен 文王 (Wénwáng)               | Ш’-цу 世祖 (Shìzǔ)      | Џанг Ђин 张骏 (Zhāng Jùn)               | Ђијен-сјинг (建兴)                  | 324-346          |
| Краљ Хуан 桓王 (Huánwáng)             | нема                    | Џанг Чунг-хуа 张重华 (Zhāng Chónghuá)   | Ђијен-сјинг (建兴)                  | 346-353          |
| Војвода Аи 哀公 (Āigōng)              | нема                    | Џанг Јао-линг 张耀灵 (Zhāng Yàolíng)    | Ђијен-сјинг (建兴)                  | 353              |
| Краљ Веи 威王 (Wēiwáng)               | нема                    | Џанг Цуо 张祚 (Zhāng Zuò)               | Ђијен-сјинг (建兴) Х’-пинг (和平)   | 353-354 -355     |
| Војвода Ђинг-дао 敬悼公 (Jìngdàogōng) | нема                    | Џанг Сјуен-ђинг 张玄靖 (Zhāng Xuánjīng) | Ђијен-сјинг (建兴) Шенг-пинг (升平) | 355-361 -363     |
| Војвода Дао 悼公 (Dàogōng)            | Хоу-џу 后主 (Hòuzhǔ)    | Џанг Тијен-сји 张天锡 (Zhāng Tiānxí)    | Шенг-пинг (升平)                    | 364-376          |

### Царство Позни Џао
Кинески: 后赵 (Hòu Zhào)
| Постхумно име                         | Храмовно име        | Лично име                | Владарско име                                   | Период владавине  |
| ------------------------------------- | ------------------- | ------------------------ | ----------------------------------------------- | ----------------- |
| Конвенција за навођење: лично име.    |                     |                          |                                                 |                   |
| Цар Минг 明帝 (Míngdì)                | Гао-цу 高祖 (Gāozǔ) | Ш’ Л’ 石勒 (Shí Lè)      | Џао-ванг (赵王) Таи-х’ (太和) Ђијен-пинг (建平) | 319-328 -330 -333 |
| Цар Феи I 前废帝 (Qián Fèidì)         | нема                | Ш’ Хунг 石弘 (Shí Hóng)  | Ђијен-пинг (建平) Јен-сји (延熙)                | 333 334           |
| Цар Ву 武帝 (Wǔdì)                    | Таи-цу 太祖 (Tàizǔ) | Ш’ Ху 石虎 (Shí Hǔ)      | Ђијен-ву (建武) Таи-нинг (太宁)                 | 334-349           |
| Цар Феи II 后废帝 (Hòu Fèidì)         | нема                | Ш’ Ш’ 石世 (Shí Shì)     | Таи-нинг (太宁)                                 | 349               |
| Краљ Пенг-ченг 彭城王 (Péngchéngwáng) | нема                | Ш’ Цун 石遵 (Shí Zūn)    | Таи-нинг (太宁)                                 | 349               |
| Краљ Ји-јанг 义阳王 (Yìyángwáng)      | нема                | Ш’ Ђијен 石鉴 (Shí Jiàn) | Ћинг-лунг (青龙)                                | 349-350           |
| Краљ Сјин-сјинг 新兴王 (Xīnxīngwáng)  | нема                | Ш’ Џ’ 石祗 (Shí Zhī)     | Јунг-нинг (永宁)                                | 349-350           |

### Царство Рани Јен
Кинески: 前燕 (Qián Yān)
| Постхумно име                      | Храмовно име             | Лично име                           | Владарско име                                                     | Период владавине  |
| ---------------------------------- | ------------------------ | ----------------------------------- | ----------------------------------------------------------------- | ----------------- |
| Конвенција за навођење: лично име. |                          |                                     |                                                                   |                   |
| Цар Вен-минг 文明帝 (Wénmíngdì)    | нема                     | Му-жунг Хуанг 慕容皝 (Mùróng Huǎng) | Јен-ванг (燕王)                                                   | 337-348           |
| Цар Ђинг-џао 景昭帝 (Jǐngzhāodì)   | Лије-цунг 烈宗 (Lièzōng) | Му-жунг Ђин 慕容俊 (Mùróng Jùn)     | Јен-ванг (燕王) Јуен-сји (元玺) Шенг-пинг (升平) Гуанг-шоу (光寿) | 348-353 -357 -360 |
| Цар Јоу 幽帝 (Yōudì)               | нема                     | Му-жунг Веи 慕容俊 (Mùróng Wěi)     | Ђијен-сји (建熙) Ђијен-јуен (建元)                                | 360-365 -370      |

### Царство Рани Ћин
Кинески: 前秦 (Qián Qín)
| Постхумно име                      | Храмовно име            | Лично име               | Владарско име                                     | Период владавине     |
| ---------------------------------- | ----------------------- | ----------------------- | ------------------------------------------------- | -------------------- |
| Конвенција за навођење: лично име. |                         |                         |                                                   |                      |
| Цар Μинг 明帝 (Míngdì)             | Гао-цу 高祖 (Gāozǔ)     | Фу Ђијен 苻健 (Fú Jiàn) | Хуанг-ш’ (皇始)                                   | 351-355              |
| Цар Феи 废帝 (Fèidì)               | нема                    | Фу Шенг 苻生 (Fú Shēng) | Шоу-гуанг (寿光)                                  | 355-357              |
| Цар Сјуен-џао 宣昭帝 (Xuānzhāodì)  | Ш’-цу 世祖 (Shìzǔ)      | Фу Ђијен 苻坚 (Fú Jiān) | Јунг-сјинг (永兴) Ган-лу (甘露) Ђијен-јуен (建元) | 357-359 -364 365-385 |
| Цар Аи-пинг 哀平帝 (Āipíngdì)      | нема                    | Фу Пи 苻丕 (Fú Pī)      | Таи-ан (太安)                                     | 385-386              |
| Цар Гао 高帝 (Gāodì)               | Таи-цунг 太宗 (Tàizōng) | Фу Денг 苻登 (Fú Dēng)  | Таи-чу (太初)                                     | 386-394              |
| цар Мо 末帝 (Mòdì)                 | нема                    | Фу Чунг 苻崇 (Fú Chóng) | Јен-чу (延初)                                     | 394                  |

### Царство Позни Ћин
Кинески: 后秦 (Hòu Qín)
| Постхумно име                      | Храмовно име        | Лично име                 | Владарско име                   | Период владавине |
| ---------------------------------- | ------------------- | ------------------------- | ------------------------------- | ---------------- |
| Конвенција за навођење: лично име. |                     |                           |                                 |                  |
| Цар Ву-џао 武昭帝 (Wǔzhāodì)       | Таи-цу 太祖 (Tàizǔ) | Јао Чанг 姚苌 (Yáo Cháng) | Баи-ћије (白雀) Ђијен-чу (建初) | 384-386 -393     |
| Цар Вен-хуан 文桓帝 (Wénhuándì)    | Гао-цу 高祖 (Gāozǔ) | Јао Сјинг 姚兴 (Yáo Xīng) | Хуанг-чу (皇初) Хунг-ш’ (弘始)  | 394-399 -416     |
| Цар Мо 末帝 (Mòdì)                 | нема                | Јао Хунг 姚泓 (Yáo Hóng)  | Јунг-х’ (永和)                  | 416-417          |

### Царство Позни Јен
Кинески: 后燕 (Hòu Yān)
| Постхумно име                      | Храмовно име               | Лично име                          | Владарско име                      | Период владавине |
| ---------------------------------- | -------------------------- | ---------------------------------- | ---------------------------------- | ---------------- |
| Конвенција за навођење: лично име. |                            |                                    |                                    |                  |
| Цар Ву-ченг 武成帝 (Wǔchéngdì)     | Ш’-цу 世祖 (Shìzǔ)         | Му-жунг Чуи 慕容垂 (Mùróng Chuí)   | Јен-ванг (燕王) Ђијен-сјинг (建兴) | 384-385 386-396  |
| Цар Хуи-мин 惠愍帝 (Huìmǐndì)      | Лије-цунг 烈宗 (Lièzōng)   | Му-жунг Бао 慕容宝 (Mùróng Bǎo)    | Јунг-канг (永康)                   | 396-398          |
| Цар Џао-ву 昭武帝 (Zhāowǔdì)       | Џунг-цунг 中宗 (Zhōngzōng) | Му-жунг Шенг 慕容盛 (Mùróng Shèng) | Ђијен-пинг (建平) Чанг-л’ (长乐)   | 398 399-401      |
| Цар Џао-вен 昭文帝 (Zhāowéndì)     | нема                       | Му-жунг Сји 慕容熙 (Mùróng Xī)     | Гуанг-ш’ (光始) Ђијен-ш’ (建始)    | 401-406 407      |

### Краљевство Западни Ћин
Кинески: 西秦 (Xī Qín)
| Постхумно име                        | Храмовно име            | Лично име                            | Владарско име                      | Период владавине |
| ------------------------------------ | ----------------------- | ------------------------------------ | ---------------------------------- | ---------------- |
| Конвенција за навођење: лично име.   |                         |                                      |                                    |                  |
| Краљ Сјуен-лије 宣烈王 (Xuānlièwáng) | Лије-цу 烈祖 (Lièzǔ)    | Ћи-фу Гуо-жен 乞伏国仁 (Qǐfú Guórén) | Ђијен-ји (建义)                    | 385-388          |
| Краљ Ву-јуен 武元王 (Wǔyuánwáng)     | Гао-цу 西秦高祖 (Gāozǔ) | Ћи-фу Ган-гуи 乞伏乾归 (Qǐfú Gānguī) | Таи-чу (太初) Генг-ш’ (更始)       | 388-400 409-412  |
| Краљ Вен-џао 文昭王 (Wénzhāowáng)    | Таи-цу 太祖 (Tàizǔ)     | Ћи-фу Ч’-пан 乞伏炽磐 (Qǐfú Chìpán)  | Јунг-канг (永康) Ђијен-хунг (建弘) | 412-419 420-428  |
| Краљ Ли-ву 厉武王 (Lìwǔwáng)         | нема                    | Ћи-фу Му-мо 乞伏暮末 (Qǐfú Mùmò)     | Јунг-хунг (永弘)                   | 428-431          |

### Краљевство Позни Лијанг
Кинески: 后凉 (Hòu Liáng)
| Постхумно име                            | Храмовно име        | Лично име                | Владарско име                                 | Период владавине  |
| ---------------------------------------- | ------------------- | ------------------------ | --------------------------------------------- | ----------------- |
| Конвенција за навођење: лично име.       |                     |                          |                                               |                   |
| Краљ Ји-ву 懿武王 (Yìwǔwáng)             | Таи-цу 太祖 (Tàizǔ) | Ли Гуанг 吕光 (Lǚ Guāng) | Таи-ан (太安) Лин-ђија (麟嘉) Лунг-феи (龙飞) | 386-389 -396 -399 |
| Краљ Јин 隐王 (Yǐnwáng)                  | нема                | Ли Шао 吕绍 (Lǚ Shào)    | Лунг-феи (龙飞)                               | 399               |
| Краљ Линг 灵王 (Língwáng)                | нема                | Ли Цуан 吕纂 (Lǚ Zuǎn)   | Сјен-нинг (咸宁)                              | 399-401           |
| Војвода Ђијен-канг 建康公 (Jiànkānggōng) | нема                | Ли Лунг 吕隆 (Lǚ Lóng)   | Шен-динг (神鼎)                               | 399-401           |

### Краљевство Јужни Лијанг
Кинески: 南凉 (Nán Liáng)
| Постхумно име                      | Храмовно име         | Лично име                               | Владарско име                     | Период владавине |
| ---------------------------------- | -------------------- | --------------------------------------- | --------------------------------- | ---------------- |
| Конвенција за навођење: лично име. |                      |                                         |                                   |                  |
| Краљ Ву 武王 (Wǔwáng)              | Лије-цу 烈祖 (Lièzǔ) | Ту-фа Ву-гу 秃发乌孤 (Tūfá Wūgū)        | Таи-чу (太安)                     | 397-399          |
| Краљ Канг 康王 (Kāngwáng)          | нема                 | Ту-фа Ли-лу-гу 秃发利鹿孤 (Tūfá Lìlùgū) | Ђијен-х’ (建和)                   | 399-402          |
| Краљ Ђинг 景王 (Jǐngwáng)          | нема                 | Ту-фа Жу-тан 秃发傉檀 (Tūfá Rùtán)      | Хунг-чанг (弘昌) Ђија-пинг (嘉平) | 402-404 409-414  |

### Краљевство Северни Лијанг
Кинески: 北凉 (Běi Liáng)
| Постхумно име                            | Храмовно име        | Лично име                               | Владарско име                                                 | Период владавине       |
| ---------------------------------------- | ------------------- | --------------------------------------- | ------------------------------------------------------------- | ---------------------- |
| Конвенција за навођење: лично име.       |                     |                                         |                                                               |                        |
| Војвода Ђијен-канг 建康公 (Jiànkānggōng) | нема                | Дуан Је 段业 (Duàn Yè)                  | Шен-сји (神玺) Тијен-сји (天玺)                               | 397-399 -401           |
| Краљ Ву-сјуен 武宣王 (Wǔxuānwáng)        | Таи-цу 太祖 (Tàizǔ) | Ђи-ћи Менг-сјин 沮渠蒙逊 (Jǔqū Méngxùn) | Јунг-ан (永安) Сјуен-ш’ (玄始) Ченг-сјуен (承玄) Ји-х’ (义和) | 401-412 -428 -430 -433 |
| Краљ Аи 哀王 (Āiwáng)                    | нема                | Ђи-ћи Му-ђијен 沮渠牧犍 (Jǔqū Mùjiān)   | Јунг-х’ (永和)                                                | 433-439                |

### Царство Јужни Јен
Кинески: 南燕 (Nán Yān)
| Постхумно име                      | Храмовно име           | Лично име                        | Владарско име                     | Период владавине |
| ---------------------------------- | ---------------------- | -------------------------------- | --------------------------------- | ---------------- |
| Конвенција за навођење: лично име. |                        |                                  |                                   |                  |
| Цар Сјен-ву 献武帝 (Xiànwǔdì)      | Ш’-цунг 世宗 (Shìzōng) | Му-жунг Д’ 慕容德 (Mùróng Dé)    | Јен-ванг (燕王) Ђијен-пинг (建平) | 398-400 -405     |
| Цар Вен 文帝 (Wéndì)               | нема                   | Му-жунг Чао 慕容超 (Mùróng Chāo) | Таи-шанг (太上)                   | 405-410          |

### Краљевство Западни Лијанг
Кинески: 西凉 (Xī Liáng)
| Постхумно име                      | Храмовно име        | Лично име             | Владарско име                  | Период владавине |
| ---------------------------------- | ------------------- | --------------------- | ------------------------------ | ---------------- |
| Конвенција за навођење: лично име. |                     |                       |                                |                  |
| Краљ Ву-џао 武昭王 (Wǔzhāowáng)    | Таи-цу 太祖 (Táizǔ) | Ли Гао 李暠 (Lǐ Gǎo)  | Генг-ц’ (庚子) Ђијен-чу (建初) | 400-405 406-416  |
| Краљ Ву-ђин 武郡王 (Wǔjùnwáng)     | нема                | Ли Сјин 李歆 (Lǐ Xīn) | Ђија-сјинг (嘉兴)              | 417-420          |
| Краљ Сјуен 宣王 (Xuānwáng)         | нема                | Ли Сјин 李恂 (Lǐ Xún) | Јунг-ђијен (永建)              | 420-421          |

### Царство Ху Сја
Кинески: 胡夏 (Hú Xià)
| Постхумно име                        | Храмовно име       | Лично име                             | Владарско име                                                      | Период владавине       |
| ------------------------------------ | ------------------ | ------------------------------------- | ------------------------------------------------------------------ | ---------------------- |
| Конвенција за навођење: лично име.   |                    |                                       |                                                                    |                        |
| Цар Ву-лије 武烈帝 (Wǔlièdì)         | Ш’-цу 世祖 (Shìzǔ) | Х’-лијен Бо-бо 赫连勃勃 (Hèlián Bóbó) | Лунг-шенг (龙升) Фенг-сјанг (凤翔) Чанг-ву (昌武) Џен-сјинг (真兴) | 407-413 -418 -419 -425 |
| Краљ Ћин 秦王 (Qínwáng)              | нема               | Х’-лијен Чанг 赫连昌 (Hèlián Chāng)   | Ченг-гуанг (承光)                                                  | 425-428                |
| Краљ Пинг-јуен 平原王 (Píngyuánwáng) | нема               | Х’-лијен Динг 赫连定 (Hèlián Dìng)    | Шенг-гуанг (胜光)                                                  | 428-431                |

### Царство Северни Јен
Кинески: 北燕 (Běi Yān)
| Постхумно име                      | Храмовно име        | Лично име                  | Владарско име   | Период владавине |
| ---------------------------------- | ------------------- | -------------------------- | --------------- | ---------------- |
| Конвенција за навођење: лично име. |                     |                            |                 |                  |
| Цар Хуи-ји 惠懿帝 (Huìyìdì)        | нема                | Гао Јин 高云 (Gāo Yún)     | Џенг-ш’ (正始)  | 407-409          |
| Цар Вен-ченг 文成帝 (Wénchéngdì)   | Таи-цу 太祖 (Tàizǔ) | Фенг Ба 冯跋 (Féng Bá)     | Таи-пинг (太平) | 409-430          |
| Цар Џао-ченг 昭成帝 (Zhāochéngdì)  | нема                | Фенг Хунг 冯弘 (Féng Hóng) | Да-сјинг (大兴) | 430-436          |

## Период јужних и северних династија
Кинески: 南北朝时代 (Nánběicháo shídài)
Овај период је трајао од 420. до 581. године. Током овог периода постојале су следеће државе:
- Јужне династије:
  - Династија Лију Сунг (420—479)
  - Династија Јужни Ћи (479—502)
  - Династија Јужни Лијанг (502—557)
  - Династија Чен (557—589)
- Северне династије:
  - Династија Северни Веи (386—534)
  - Династија Источни Веи (534—550)
  - Династија Северни Ћи (550—577)
  - Династија Западни Веи (535—556)
  - Династија Северни Џоу (557—581)

Све одреднице као што су Западни и Источни додате су од стране каснијих историчара. 

### Династија Лију Сунг
Кинески: 刘宋 (Liú Sòng)
| Постхумно име | Храмовно име            | Лично име                         | Владарско име                    | Период владавине |
| --- | ----------------------- | --------------------------------- | -------------------------------- | ---------------- |
| Конвенција за навођење: постхумно име. |                         |                                   |                                  |                  |
| Цар Ву 武帝 (Wǔdì) | Гао-цу 高祖 (Gāozǔ)     | Лију Ји 刘裕 (Liú Yù)             | Јунг-чу (永初)                   | 420-422          |
| Цар Шао 少帝 (Shàodì) | нема                    | Лију Ји-фу 刘义符 (Liú Yìfú)      | Ђинг-пинг (景平)                 | 423              |
| Цар Вен 文帝 (Wéndì) | Таи-цу 太祖 (Tàizǔ)     | Лију Ји-лунг 刘义隆 (Liú Yìlóng)1 | Јуен-ђија (元嘉)                 | 424-453          |
| Цар Сјао-ву 孝武皇帝 (Xiàowǔ huángdì) | Ш’-цу 世祖 (Shìzǔ)      | Лију Ђин 刘骏 (Liú Jùn)           | Сјао-ђијен (孝建) Да-минг (大明) | 453-456 457-464  |
| Цар Феи I 前废帝 (Qián Fèidì) | нема                    | Лију Ц’-је 刘子业 (Liú Zǐyè)      | Јунг-гуанг (永光) Ђинг-х’ (景和) | 465              |
| Цар Минг 明帝 (Míngdì) | Таи-цунг 太宗 (Tàizōng) | Лију Ји 刘彧 (Liú Yù)             | Таи-ш’ (泰始) Таи-ји (泰豫)      | 465-466 -471 472 |
| нема | нема                    | Лију Ц’-сјин 刘子勋 (Liú Zǐxūn)   | Ји-ђија (义嘉)                   | 466              |
| Цар Минг 明帝 (Míngdì) | Таи-цунг 太宗 (Tàizōng) | Лију Ји 刘彧 (Liú Yù)             | Таи-ш’ (泰始) Таи-ји (泰豫)      | 465-466 -471 472 |
| Цар Феи II 后废帝 (Hòu Fèidì) | нема                    | Лију Ји 刘昱 (Liú Yù)             | Јуен-хуи (元徽)                  | 473-479          |
| Цар Шун 顺帝 (Shùndì) | нема                    | Лију Џун 刘准 (Liú Zhǔn)          | Шенг-минг (升明)                 | 477-476          |
| 1. Прво постхумно име цара Вена било је Ђинг (景帝), а храмовно име Џунг-цунг (中宗). Цар Сјао-ву је касније променио његово постхумно и храмовно име у Вен и Таи-цу. |                         |                                   |                                  |                  |

### Династија Јужни Ћи
Кинески: 南齐 (Nán Qí)
| Постхумно име                          | Храмовно име            | Лично име                            | Владарско име                   | Период владавине |
| -------------------------------------- | ----------------------- | ------------------------------------ | ------------------------------- | ---------------- |
| Конвенција за навођење: постхумно име. |                         |                                      |                                 |                  |
| Цар Гао 高帝 (Gāodì)                   | Таи-цу 太祖 (Tàizǔ)     | Сјао Дао-ченг 萧道成 (Xiāo Dàochéng) | Ђијен-јуен (建元)               | 479-482          |
| Цар Ву 武帝 (Wǔdì)                     | Ш’-цу 世祖 (Shìzǔ)      | Сјао Ц’ 萧赜 (Xiāo Zé)               | Јунг-минг (永明)                | 482-493          |
| Цар Феи I 前废帝 (Qián Fèidì)          | нема                    | Сјао Џао-је 萧昭业 (Xiāo Zhāoyè)     | Лунг-чанг (隆昌)                | 494              |
| Цар Феи II 后废帝 (Hòu Fèidì)          | нема                    | Сјао Џао-вен 萧昭文 (Xiāo Zhāowén)   | Јен-сјинг (延兴)                | 494              |
| Цар Минг 明帝 (Míngdì)                 | Гао-цунг 高宗 (Gāozōng) | Сјао Луан 萧鸾 (Xiāo Luán)           | Ђијен-ву (建武) Јунг-таи (永泰) | 494-497 498      |
| Цар Јанг 炀帝 (Yángdì)                 | нема                    | Сјао Бао-ђијен 萧宝卷 (Xiāo Bǎojuàn) | Јунг-јуен (永元)                | 499-500          |
| Цар Гао 和帝 (Hédì)                    | нема                    | Сјао Бао-жунг 萧宝融 (Xiāo Bǎoróng)  | Џунг-сјинг (中兴)               | 501-502          |

### Династија Јужни Лијанг
Кинески: 南梁 (Nán Liáng)
| Постхумно име                               | Храмовно име            | Лично име                             | Владарско име | Период владавине                                    |
| ------------------------------------------- | ----------------------- | ------------------------------------- | --- | --------------------------------------------------- |
| Конвенција за навођење: постхумно име.      |                         |                                       | |                                                     |
| Цар Ву 武帝 (Wǔdì)                          | Гао-цу 高祖 (Gāozǔ)     | Сјао Јен 萧衍 (Xiāo Yǎn)              | Тијен-ђијен (天监) Пу-тунг (普通) Да-тунг (大通) Џунг-да-тунг (中大通) Да-тунг (大同) Џунг-да-тунг (中大同) Таи-ћинг (太清) | 502-519 520-526 527-528 529-534 535-545 546 547-549 |
| Цар Мин 岷帝 (Míndì)                        | нема                    | Сјао Џенг-д’ 萧正德 (Xiāo Zhèngdé)    | нема | 549                                                 |
| Цар Ђијен-вен 简文皇帝 (Jiǎnwén huángdì)    | Таи-цунг 太宗 (Tàizōng) | Сјао Ганг 萧纲 (Xiāo Gāng)            | Да-бао (大宝) | 550                                                 |
| Цар Сјинг-вен 兴文皇帝 (Xìngwén huángdì)    | нема                    | Сјао Дунг 萧栋 (Xiāo Dòng)            | Тијен-џенг (天正) | 551                                                 |
| Цар Жен 仁帝 (Réndì)                        | нема                    | Сјао Ђи 萧纪 (Xiāo Jì)                | Тијен-џенг (天正) | 552                                                 |
| Цар Јуен 元帝 (Yuándì)                      | нема                    | Сјао Ји 萧绎 (Xiāo Yì)                | Ченг-шенг (承圣) Тијен-џенг (天正) Ченг-шенг (承圣)                                                                         | 552 553 -554                                        |
| Цар Мин 闵帝 (Mǐndì)                        | нема                    | Сјао Јуен-минг 萧渊明 (Xiāo Yuānmíng) | Тијен-ченг (天成) | 555                                                 |
| Цар Ђинг 敬帝 (Jìngdì)                      | нема                    | Сјао Фанг-џ’ 萧方智 (Xiāo Fāngzhì)    | Шао-таи (绍泰) Таи-пинг (太平)                                                                                              | 555 556-557                                         |
| Цар Сјинг-џенг 兴正皇帝 (Xìngzhèng huángdì) | нема                    | Сјао Џуанг 萧庄 (Xiāo Zhuāng)         | нема | 557                                                 |

### Династија Чен
Кинески: 陈朝 (Chéncháo)
| Постхумно име                          | Храмовно име            | Лично име                        | Владарско име                       | Период владавине |
| -------------------------------------- | ----------------------- | -------------------------------- | ----------------------------------- | ---------------- |
| Конвенција за навођење: постхумно име. |                         |                                  |                                     |                  |
| Цар Ву 武帝 (Wǔdì)                     | Гао-цу 高祖 (Gāozǔ)     | Чен Ба-сјен 陈霸先 (Chén Bàxiān) | Јунг-динг (永定)                    | 557-559          |
| Цар Вен 文帝 (Wéndì)                   | Ш’-цу 世祖 (Shìzǔ)      | Чен Ћијен 陈蒨 (Chén Qiàn)       | Тијен-ђија (天嘉) Тијен-канг (天康) | 560-566          |
| Цар Феи 废帝 (Fèidì)                   | нема                    | Чен Бо-цунг 陈伯宗 (Chén Bózōng) | Гуанг-да (光大)                     | 567-568          |
| Цар Сјуен 宣帝 (Xuāndì)                | Гао-цунг 高宗 (Gāozōng) | Чен Сји 陈顼 (Chén Xū)           | Таи-ђијен (太建)                    | 569-582          |
| Цар Мо 末帝 (Mòdì)                     | Хоу-џу 后主 (Hòuzhǔ)    | Чен Шу-бао 陈叔宝 (Chén Shūbǎo)  | Џ’-д’ (至德) Џенг-минг (祯明)       | 583-586 587-589  |

### Династија Северни Веи
Кинески: 北魏 (Běi Wèi)
| Постхумно име                                            | Храмовно име              | Лично име                       | Владарско име                                                                                             | Период владавине                       |
| -------------------------------------------------------- | ------------------------- | ------------------------------- | --- | -------------------------------------- |
| Конвенција за навођење: постхумно име.                   |                           |                                 | |                                        |
| Цар Дао-ву 道武皇帝 (Dàowǔ huángdì)                      | Таи-цу 太祖 (Tàizǔ)       | Туо-ба Гуи 拓跋珪 (Tuòbá Guī)   | Денг-гуо (登国) Хуанг-ш’ (皇始) Тијен-сјинг (天兴) Тијен-ц’ (天赐)                                        | 386-396 -398 -404 -409                 |
| Цар Минг-јуен 明元皇帝 (Míngyuán huángdì)                | Таи-цунг 太宗 (Tàizōng)   | Туо-ба С’ 拓跋嗣 (Tuòbá Sì)     | Јунг-сјинг (永兴) Шен-жуи (神瑞) Таи-чанг (泰常)                                                          | 409-413 414-416 -423                   |
| Цар Таи-ву 太武皇帝 (Tàiwǔ huángdì)                      | Ш’-цу 世祖 (Shìzǔ)        | Туо-ба Тао 拓跋焘 (Tuòbá Táo)   | Ш’-гуанг (始光) Шен-ђија (神麚) Јен-х’ (延和) Таи-јен (太延) Таи-пинг-џен-ђин (太平真君) Џенг-пинг (正平) | 424-428 -431 432-434 435-440 -451 -452 |
| Цар Ђинг-шоу 敬寿皇帝 (Jìngshòu huángdì)                 | нема                      | Туо-ба Ји 拓跋余 (Tuòbá Yú)     | Ченг-пинг (承平)                                                                                          | 452                                    |
| Цар Вен-ченг 文成皇帝 (Wénchéng huángdì)                 | Гао-цунг 高宗 (Gāozōng)   | Туо-ба Ђин 拓跋浚 (Tuòbá Jùn)   | Сјинг-ан (兴安) Сјинг-гуанг (兴光) Таи-ан (太安) Х’-пинг (和平)                                           | 452-454 -455 -459 460-465              |
| Цар Сјен-вен 献文皇帝 (Xiànwén huángdì)                  | Сјен-цу 显祖 (Xiǎnzǔ)     | Туо-ба Хунг 拓跋弘 (Tuòbá Hóng) | Таи-ан (太安) Хуанг-сјинг (皇兴)                                                                          | 466-467 -471                           |
| Цар Сјао-вен 孝文皇帝 (Xiàowén huángdì)                  | Гао-цу 高祖 (Gāozǔ)       | Јуен Хунг 元宏 (Yuán Hóng)1     | Јен-сјинг (延兴) Ченг-минг (承明) Таи-х’ (太和)                                                           | 471-476 477-499                        |
| Цар Сјуен-ву 宣武皇帝 (Xuānwǔ huángdì)                   | Ш’-цунг 世宗 (Shìzōng)    | Јуен К’ 元恪 (Yuán Kè)          | Ђинг-минг (景明) Џенг-ш’ (正始) Јунг-пинг (永平) Јен-чанг (延昌)                                          | 500-503 504-508 -512 -515              |
| Цар Сјао-минг 孝名皇帝 (Xiàomíng huángdì)                | Сјао-цунг 萧宗 (Xiāozōng) | Јуен Сји 元诩 (Yuán Xǔ)         | Сји-пинг (熙平) Шен-гуи (神龟) Џенг-гуанг (正光) Сјао-чанг (孝昌) Ву-таи (武泰)                           | 516-518 -520 -525 -527 528             |
| Цар Шао-гунг 少恭皇帝 (Shàogōng huángdì)                 | нема                      | Јуен Џао 元钊 (Yuán Zhāo)       | Ђијен-ји (建义)                                                                                           | 528                                    |
| Цар Сјао-џуанг 孝庄皇帝 (Xiàozhuāng huángdì)             | Ђинг-цунг 敬宗 (Jìngzōng) | Јуен Ц’-јоу 元子攸 (Yuán Zǐyōu) | Јунг-ан (永安)                                                                                            | 528-530                                |
| Цар Сјен-вен 显文皇帝 (Xiǎnwén huángdì)                  | нема                      | Јуен Хао 元颢 (Yuán Hào)        | Сјао-ђи (孝基) Ђијен-ву (建武)                                                                            | 529                                    |
| Цар Ђинг 敬帝 (Jìngdì)                                   | нема                      | Јуен Је 元晔 (Yuán Yè)          | Ђијен-минг (建明)                                                                                         | 530-531                                |
| Цар Шун 顺帝 (Shùndì)                                    | нема                      | Јуен Јуе 元悦 (Yuán Yuè)        | Генг-сјинг (更兴)                                                                                         | 530                                    |
| Цар Ђије-мин 节闵皇帝 (Jiémǐn huángdì)                   | нема                      | Јуен Гунг 元恭 (Yuán Gōng)      | Пу-таи (普泰)                                                                                             | 531-532                                |
| Цар Шун-вен 顺文皇帝 (Shùnwén huángdì)                   | нема                      | Јуен Ланг 元朗 (Yuán Lǎng)      | Џунг-сјинг (中兴)                                                                                         | 531-532                                |
| Цар Сјао-ву 孝武皇帝 (Xiàowǔ huángdì)                    | нема                      | Јуен Сју 元脩 (Yuán Xiū)        | Таи-чанг (太昌) Јунг-сјинг (永兴) Јунг-сји (永熙)                                                         | 532 -534                               |
| 1. Туо-ба Хунг (拓跋宏) је променио презиме у Јуен (元). |                           |                                 | |                                        |

### Династија Источни Веи
Кинески: 东魏 (Dōng Wèi)
| Постхумно име                             | Храмовно име | Лично име                             | Владарско име                                                      | Период владавине             |
| ----------------------------------------- | ------------ | ------------------------------------- | ------------------------------------------------------------------ | ---------------------------- |
| Конвенција за навођење: постхумно име.    |              |                                       |                                                                    |                              |
| Цар Сјао-ђинг 孝静皇帝 (Xiàojìng huángdì) | нема         | Јуен Шан-ђијен 元善见 (Yuán Shànjiàn) | Тијен-пинг (天平) Јуен-сјанг (元象) Сјинг-х’ (兴和) Ву-динг (武定) | 534-537 538-539 -542 543-550 |

### Династија Северни Ћи
Кинески: 北齐 (Běi Qí)
| Постхумно име                            | Храмовно име          | Лично име                      | Владарско име                                    | Период владавине    |
| ---------------------------------------- | --------------------- | ------------------------------ | ------------------------------------------------ | ------------------- |
| Конвенција за навођење: постхумно име.   |                       |                                |                                                  |                     |
| Цар Вен-сјуен 文宣皇帝 (Wénxuān huángdì) | Сјен-цу 显祖 (Xiǎnzǔ) | Гао Јанг 高洋 (Gāo Yáng)       | Тијен-бао (天保)                                 | 550-559             |
| Цар Феи 废帝 (Fèidì)                     | нема                  | Гао Јин 高殷 (Gāo Yīn)         | Ћијен-минг (乾明)                                | 559-560             |
| Цар Сјао-џао 孝昭皇帝 (Xiàozhāo huángdì) | Су-цунг 肃宗 (Sùzōng) | Гао Јен 高演 (Gāo Yǎn)         | Хуанг-ђијен (皇建)                               | 560-561             |
| Цар Ву-ченг 武成皇帝 (Wǔchéng huángdì)   | Ш’-цу 世祖 (Shìzǔ)    | Гао Џан 高湛 (Gāo Zhàn)        | Да-нинг (大宁) Х’-ћинг (河清)                    | 561-562 -565        |
| Цар Ан 安帝 (Āndì)                       | Хоу-џу 后主 (Hòuzhǔ)  | Гао Веи 高纬 (Gāo Wěi)         | Тијен-тунг (天统) Ву-пинг (武平) Лунг-хуа (隆化) | 565-569 570-576 577 |
| Цар Шун 顺帝 (Shùndì)                    | Јоу-џу 幼主 (Yòuzhǔ)  | Гао Хенг 高恒 (Gāo Héng)       | Ченг-гуанг (承光)                                | 577                 |
| Цар Џунг 忠帝 (Zhōngdì)                  | нема                  | Гао Шао-ји 高绍义 (Gāo Shàoyì) | нема                                             | 577-580             |

### Династија Западни Веи
Кинески: 西魏 (Xī Wèi)
| Постхумно име                          | Храмовно име | Лично име                       | Владарско име  | Период владавине |
| -------------------------------------- | ------------ | ------------------------------- | -------------- | ---------------- |
| Конвенција за навођење: постхумно име. |              |                                 |                |                  |
| Цар Вен 文帝 (Wéndì)                   | нема         | Јуен Бао-ђи 元宝炬 (Yuán Bǎojù) | Да-тунг (大统) | 535-551          |
| Цар Феи 废帝 (Fèidì)                   | нема         | Јуен Ћин 元钦 (Yuán Qīn)        | нема           | 552-554          |
| Цар Гунг 恭帝 (Gōngdì)                 | нема         | Јуен Куо 元廓 (Yuán Kuò)        | нема           | 554-556          |

### Династија Северни Џоу
Кинески: 北周 (Běi Zhōu)
| Постхумно име                           | Храмовно име           | Лично име                       | Владарско име                                                     | Период владавине            |
| --------------------------------------- | ---------------------- | ------------------------------- | ----------------------------------------------------------------- | --------------------------- |
| Конвенција за навођење: постхумно име.  |                        |                                 |                                                                   |                             |
| Цар Сјао-мин 孝闵皇帝 (Xiàomǐn huángdì) | нема                   | Ји-вен Ђије 宇文觉 (Yǔwén Jué)  | нема                                                              | 557                         |
| Цар Минг 明帝 (Míngdì)                  | Ш’-цунг 世宗 (Shìzōng) | Ји-вен Ји 宇文毓 (Yǔwén Yù)     | без имена Ву-ченг (武成)                                          | 557-559 -580                |
| Цар Ву 武帝 (Wǔdì)                      | Гао-цу 高祖 (Gāozǔ)    | Ји-вен Јунг 宇文邕 (Yǔwén Yōng) | Бао-динг (保定) Тијен-х’ (天和) Ђијен-д’ (建德) Сјуен-џенг (宣政) | 561-565 566-571 572-577 578 |
| Цар Сјуен 宣帝 (Xuāndì)                 | нема                   | Ји-вен Јин 宇文赟 (Yǔwén Yūn)   | Да-ченг (大成)                                                    | 579                         |
| Цар Ђинг 静帝 (Jìngdì)                  | нема                   | Ји-вен Јен 宇文衍 (Yǔwén Yǎn)   | Да-сјанг (大象) Да-динг (大定)                                    | 579-581                     |

## Династија Суи
Кинески: 隋朝 (Suícháo)
Династија Суи је била на власти од 581. до 618. године.
| Постхумно име                          | Храмовно име        | Лично име                    | Владарско име                   | Период владавине |
| -------------------------------------- | ------------------- | ---------------------------- | ------------------------------- | ---------------- |
| Конвенција за навођење: постхумно име. |                     |                              |                                 |                  |
| Цар Вен 文帝 (Wéndì)                   | Гао-цу 高祖 (Gāozǔ) | Јанг Ђијен 杨监 (Yáng Jiān)  | Каи-хуанг (开皇) Жен-шоу (仁寿) | 581-600 601-604  |
| Цар Јанг 炀帝 (Yángdì)                 | Ш’-цу 世祖 (Shìzǔ)  | Јанг Гуанг 杨广 (Yáng Guǎng) | Да-је (大业)                    | 604-617          |
| Цар Гунг 恭帝 (Gōngdì)                 | нема                | Јанг Јоу 杨侑 (Yáng Yòu)     | Ји-нинг (义宁)                  | 617-618          |
| Цар Лунг 隆帝 (Lóngdì)                 | нема                | Јанг Хао 杨浩 (Yáng Hào)     | нема                            | 618              |
| Цар Аи 哀帝 (Āidì)                     | нема                | Јанг Дунг 杨侗 (Yáng Dòng)   | Хуанг-таи (皇泰)                | 618-619          |

## Династија Танг
Кинески: 唐朝 (Tángcháo)
Династија Танг је била на власти од 618. до 907. године. Овај период назива се златним добом класичне Кине.
У периоду од 690. до 704. године, на власти је била династија Ву Џоу.
| Постхумно име1 | Храмовно име                | Лично име                    | Владарско име | Период владавине                                                             |
| --- | --------------------------- | ---------------------------- | --- | ---------------------------------------------------------------------------- |
| Конвенција за навођење: храмовно име. |                             |                              | |                                                                              |
| Цар Гуанг-сјао 光孝皇帝 (Guāngxiào huángdì) | Гао-цу 高祖 (Gāozǔ)         | Ли Јуен 李渊 (Lǐ Yuān)       | Ву-д’ (武德) | 618-626                                                                      |
| Цар Гуанг-сјао 广孝皇帝 (Guǎngxiào huángdì) | Таи-цунг 太宗 (Tàizōng)     | Ли Ш’-мин 李世民 (Lǐ Shìmín) | Џен-гуан (贞观) | 627-649                                                                      |
| Цар Хунг-сјао 弘孝皇帝 (Hóngxiào huángdì) | Гао-цунг 高宗 (Gāozōng)     | Ли Џ’ 李治 (Lǐ Zhì)          | Јунг-хуи (永徽) Сјен-ћинг (显庆) Лунг-шуо (龙朔) Лин-д’ (麟德) Ћијен-фенг (乾封) Цунг-џанг (总章) Сјен-хенг (咸亨) Шанг-јуен (上元) Ји-фенг (仪凤) Тијао-лу (调露) Јунг-лунг (永隆) Каи-јао (开耀) Јунг-чун (永淳) Хунг-дао (弘道) | 650-655 656-661 -663 664-665 666-668 -670 -674 -676 -679 -680 -681 -682 -683 |
| Цар Џао-сјао 昭孝皇帝 (Zhāoxiào huángdì) | Џунг-цунг 中宗 (Zhōngzōng)2 | Ли Сјен 李显 (Lǐ Xiǎn)       | С’-шенг (嗣圣) | 684                                                                          |
| Цар Сјинг-сјао 兴孝皇帝 (Xìngxiào huángdì) | Жуи-цунг 睿宗 (Ruìzōng)2    | Ли Дан 李旦 (Lǐ Dàn)         | Вен-минг (文明) | 684-690                                                                      |
| 1. Владари династије Танг имали су комплекснија постхумна имена, од по седам кинеских карактера. Ради прегледности, у табелама су дата скраћена постхумна имена. Целовита постхумна имена налазе се у списку владара на чланку о овој династији. |                             |                              | |                                                                              |
| 2. Стварну власт у рукама имала је царица Ву Ц’-тијен која се прогасила царем 690. године. |                             |                              | |                                                                              |

### Династија Ву Џоу
| Постхумно име | Храмовно име | Лично име                                           | Владарско име | Период владавине                            |
| --- | ------------ | --------------------------------------------------- | --- | ------------------------------------------- |
| Конвенција за навођење: презиме + постхумно име. |              |                                                     | |                                             |
| Царица Ц’-тијен 则天皇后 (Zétiān huánghòu) | нема         | Ву Меи 武媚 (Wǔ Mèi) касније: Ву Џао 武曌 (Wǔ Zhào) | Тијен-шоу (天授) Жу-ји (如意) Чанг-шоу (长寿) Јен-цаи (延载) Џенг-шенг (证圣) Тијен-ц’-ван-суи (天册万岁) Ван-суи-денг-фенг (万岁登封) Ван-суи-тунг-тијен (万岁通天) Шен-гунг (神功) Шенг-ли (圣历) Ђију-ш’ (久视) Да-цу (大足) Чанг-ан (长安) Шен-лунг (神龙) | 690-692 -694 695 -696 -697 698-700 701 -705 |
| Ву Ц’-тијен је била једина жена која је званично била на положају кинеског цара. По оснивању своје династије узела је себи име цар Шенг-шен (圣神皇帝), односно Тијен-ц’ Ђин-лун Шенг-шен (天册金轮圣神皇帝). Пред смрт, 705. године, била је принуђена да се повуче с престола у корист свог другог сина, цара Џунг-цунга. |              |                                                     | |                                             |

### Династија Танг, наставак
| Постхумно име1 | Храмовно име                | Лично име                        | Владарско име                                                                                                  | Период владавине                      |
| --- | --------------------------- | -------------------------------- | --- | ------------------------------------- |
| Конвенција за навођење: храмовно име. |                             |                                  | |                                       |
| Цар Џао-сјао 昭孝皇帝 (Zhāoxiào huángdì) | Џунг-цунг 中宗 (Zhōngzōng)2 | Ли Сјен 李显 (Lǐ Xiǎn)           | Шен-лунг (神龙) Ђинг-лунг (景龙)                                                                               | 705-707 -710                          |
| Цар Шао 少帝 (Shàodì) | нема                        | Ли Чунг-мао 李重茂 (Lǐ Chóngmào) | Танг-лунг (唐龙)                                                                                               | 710                                   |
| Цар Сјинг-сјао 兴孝皇帝 (Xìngxiào huángdì) | Жуи-цунг 睿宗 (Ruìzōng)2    | Ли Дан 李旦 (Lǐ Dàn)             | Ђинг-јин (景云) Таи-ђи (太极) Јен-х’ (延和)                                                                    | 710-711 712                           |
| Цар Минг-сјао 明孝皇帝 (Míngxiào huángdì) | Сјуен-цунг 玄宗 (Xuánzōng)  | Ли Лунг-ђи 李隆基 (Lǐ Lóngjī)    | Сјен-тијен (先天) Каи-јуен (开元) Тијен-бао (天宝)                                                             | 712-713 -741 742-756                  |
| Цар Сјуен-сјао 宣孝皇帝 (Xuānxiào huángdì) | Су-цунг 肃宗 (Sùzōng)       | Ли Хенг 李亨 (Lǐ Hēng)           | Џ’-д’ (至德) Ћијен-јуен (乾元) Шанг-јуен (上元) без имена                                                      | 756-758 -760 -761 -762                |
| Цар Сјао-ву 孝武皇帝 (Xiàowǔ huángdì) | Даи-цунг 代宗 (Dàizōng)     | Ли Ји 李豫 (Lǐ Yù)               | Бао-јинг (宝应) Гуанг-д’ (广德) Јунг-таи (永泰) Да-ли (大历)                                                   | 762-763 -764 765-766 -779             |
| Цар Сјао-вен 孝文皇帝 (Xiàowén huángdì) | Д’-цунг 德宗 (Dézōng)       | Ли Ш’ 李适 (Lǐ Shì)              | Ђијен-џунг (建中) Сјинг-јуен (兴元) Џен-јуен (贞元)                                                            | 780-783 784 785-805                   |
| Цар Ан-сјао 安孝皇帝 (Ānxiào huángdì) | Шун-цунг 顺宗 (Shùnzōng)    | Ли Сунг 李诵 (Lǐ Sòng)           | Јунг-џен (永贞)                                                                                                | 805                                   |
| Цар Шен-сјао 神孝皇帝 (Shénxiào huángdì) | Сјен-цунг 宪宗 (Xiànzōng)   | Ли Чун 李纯 (Lǐ Chún)            | Јуен-х’ (元和)                                                                                                 | 806-820                               |
| Цар Вен-хуи 文惠皇帝 (Wénhuì huángdì) | Му-цунг 穆宗 (Mùzōng)       | Ли Хенг 李恒 (Lǐ Héng)           | Чанг-ћинг (长庆)                                                                                               | 821-824                               |
| Цар Мин-сјао 愍孝皇帝 (Mǐnxiào huángdì) | Ђинг-цунг 敬宗 (Jìngzōng)   | Ли Џан 李湛 (Lǐ Zhàn)            | Бао-ли (宝历)                                                                                                  | 824-826                               |
| Цар Сјен-сјао 献孝皇帝 (Xiànxiào huángdì) | Вен-цунг 文宗 (Wénzōng)     | Ли Анг 李昂 (Lǐ Áng)             | Бао-ли (宝历) Да-х’ (大和) Каи-ченг (开成)                                                                     | 826 827-835 836-840                   |
| Цар Су-сјао 肃孝皇帝 (Sùxiào huángdì) | Ву-цунг 武宗 (Wǔzōng)       | Ли Јен 李炎 (Lǐ Yán)             | Хуи-чанг (会昌)                                                                                                | 841-846                               |
| Цар Сјен-вен 献文皇帝 (Xiànwén huángdì) | Сјуен-цунг 宣宗 (Xuānzōng)  | Ли Чен 李忱 (Lǐ Chén)            | Да-џунг (大中)                                                                                                 | 847-859                               |
| Цар Гунг-хуи 恭惠皇帝 (Gōnghuì huángdì) | Ји-цунг 懿宗 (Yìzōng)       | Ли Цуи 李漼 (Lǐ Cuǐ)             | Да-џунг (大中) Сјен-тунг (咸通)                                                                                | 859<>860-873                          |
| Цар Динг-сјао 定孝皇帝 (Dìngxiào huángdì) | Сји-цунг 僖宗 (Xīzōng)      | Ли Сјуен 李儇 (Lǐ Xuán)          | Сјен-тунг (咸通) Ган-фу (干符) Гуанг-минг (广明) Џунг-х’ (中和) Гуанг-ћи (光启) Вен-д’ (文德)                  | 873-874 -879 880-881 -885 -888        |
| Цар Ђинг-вен 景文皇帝 (Jǐngwén huángdì) | Џао-цунг 昭宗 (Zhāozōng)    | Ли Је 李晔 (Lǐ Yè)               | Лунг-ђи (龙纪) Да-шун (大顺) Ђинг-фу (景福) Ган-нинг (干宁) Гуанг-хуа (光化) Тијен-сја (天夏) Тијен-јоу (天祐) | 889 890-891 892-893 894-898 -901 -904 |
| Цар Аи-сјао 哀孝皇帝 (Āixiào huángdì) | Ђинг-цунг 景宗 (Jǐngzōng)   | Ли Џу 李祝 (Lǐ Zhù)              | Тијен-јоу (天祐)                                                                                               | 904-907                               |
| 1. Владари династије Танг имали су комплекснија постхумна имена, од пет до седам кинеских карактера. Ради прегледности, у табелама су дата скраћена постхумна имена. Целовита постхумна имена налазе се у списку владара на чланку о овој династији. |                             |                                  | |                                       |
| 2. Цареви Џунг-цунг и Жуи-цунг владали су први пут у периоду од 684. до 690. године. Били су обојица малолетни, а стварну власт у рукама имала је царица Ву Ц’-тијен.                                                                                |                             |                                  | |                                       |

## Период пет династија и десет краљевстава
Кинески: 五代十国时代 (Wǔdài shíguó shídài)
Овај период је трајао од 907. до 960. године. Паралелно су постојале и смењивале се следеће државе и династије:
- Династије:
  - Династија Позни Лијанг (907—923)
  - Династија Позни Танг (923—936)
  - Династија Позни Ђин (936—946)
  - Династија Позни Хан (947—950)
  - Династија Позни Џоу (951—960)
- Краљевства:
  - Краљевство Ву Јуе (907—978)
  - Краљевство Мин (909—945)
  - Краљевство Јужни Пинг (924—963)
  - Краљевство Јужни Чу (907—951)
  - Краљевство Јужни Ву (902—937)
  - Краљевство Јужни Танг (937—975)
  - Краљевство Јужни Хан (917—971)
  - Краљевство Северни Хан (951—979)
  - Краљевство Рани Шу (907—925)
  - Краљевство Позни Шу (934—965)

Све одреднице као што су Западни и Источни, или Рани и Позни, додате су од стране каснијих историчара. Нека од краљевстава су се током постојања уздизале до ранга царевина, али се у традиционалној историографији и даље рачунају као краљевства.

### Династија Позни Лијанг
Кинески: 后梁 (Hòu Liáng)
| Постхумно име1 | Храмовно име        | Лично име                            | Владарско име                                 | Период владавине  |
| --- | ------------------- | ------------------------------------ | --------------------------------------------- | ----------------- |
| Конвенција за навођење: лично име. |                     |                                      |                                               |                   |
| Цар Шенг-сјао 圣孝皇帝 (Shèngxiào huángdì) | Таи-цу 太祖 (Tàizǔ) | Џу Ћијен-џунг 朱全忠 (Zhū Quánzhōng) | Каи-пинг (开平) Ган-хуа (干化)                | 907-911 -912      |
| Цар Ченг 承帝 (Chéngdì) | нема                | Џу Јоу-гуи 朱友圭 (Zhū Yōuguī)       | Фенг-ли (凤历)                                | 912-913           |
| Цар Mo 末帝 (Mòdì) | нема                | Џу Јоу-џен 朱友贞 (Zhū Yōuzhēn)      | Ган-хуа (干化) Џен-минг (贞明) Лунг-д’ (龙德) | 913-915 -921 -923 |
| 1. У случајевима када је владару дато комплексно постхумно име, у табели је забележена само његова скраћена форма. Сва постхумна имена су дата у целости у чланцима о појединачним династијама. |                     |                                      |                                               |                   |

### Династија Позни Танг
Кинески: 后唐 (Hòu Táng)
| Постхумно име1 | Храмовно име              | Лично име                       | Владарско име                    | Период владавине |
| --- | ------------------------- | ------------------------------- | -------------------------------- | ---------------- |
| Конвенција за навођење: лично име. |                           |                                 |                                  |                  |
| Цар Ћин-сјао 钦孝皇帝 (Qīnxiào huángdì) | Минг-цунг 明宗 (Míngzōng) | Ли С’-јуен 李嗣源 (Lǐ Sìyuán)   | Тијен-ченг (天成) Ган-хуа (长兴) | 926-930 -933     |
| Цар Мин 闵帝 (Mǐndì) | нема                      | Ли Цунг-хоу 李从厚 (Lǐ Cónghòu) | Јинг-шун (应顺)                  | 933-934          |
| Цар Мо 末帝 (Mòdì) | нема                      | Ли Цунг-к’ 李从珂 (Lǐ Cóngkē)   | Ћинг-таи (清泰)                  | 934-936          |
| 1. У случајевима када је владару дато комплексно постхумно име, у табели је забележена само његова скраћена форма. Сва постхумна имена су дата у целости у чланцима о појединачним династијама. |                           |                                 |                                  |                  |

### Династија Позни Ђин
Кинески: 后晋 (Hòu Jìn)
| Постхумно име1 | Храмовно име        | Лично име                          | Владарско име                  | Период владавине |
| --- | ------------------- | ---------------------------------- | ------------------------------ | ---------------- |
| Конвенција за навођење: лично име. |                     |                                    |                                |                  |
| Цар Д’-сјао 德孝皇帝 (Déxiào huángdì) | Гао-цу 高祖 (Gāozǔ) | Ш’ Ђинг-танг 石敬瑭 (Shì Jìngtáng) | Тијен-фу (天福)                | 936-942          |
| Цар Чу 出帝 (Chūdì) | нема                | Ш’ Чунг-гуи 石重贵 (Shì Chóngguì)  | Тијен-фу (天福) Каи-јин (开云) | 942-944 -947     |
| 1. У случајевима када је владару дато комплексно постхумно име, у табели је забележена само његова скраћена форма. Сва постхумна имена су дата у целости у чланцима о појединачним династијама. |                     |                                    |                                |                  |

### Династија Позни Хан
Кинески: 后汉 (Hòu Hàn)
| Постхумно име1 | Храмовно име        | Лично име                           | Владарско име                  | Период владавине |
| --- | ------------------- | ----------------------------------- | ------------------------------ | ---------------- |
| Конвенција за навођење: лично име. |                     |                                     |                                |                  |
| Цар Су-сјао 肃孝皇帝 (Sùxiào huángdì) | Гао-цу 高祖 (Gāozǔ) | Лију Џ’-јуен 刘知远 (Liú Zhīyuán)   | Тијен-фу (天福) Ган-јоу (干祐) | 947 948          |
| Цар Јин 隐帝 (Yǐndì) | нема                | Лију Ченг-јоу 刘承祐 (Liú Chéngyòu) | Ган-јоу (干祐)                 | 948-950          |
| 1. У случајевима када је владару дато комплексно постхумно име, у табели је забележена само његова скраћена форма. Сва постхумна имена су дата у целости у чланцима о појединачним династијама. |                     |                                     |                                |                  |

### Династија Позни Џоу
Кинески: 后周 (Hòu Zhōu)
| Постхумно име1 | Храмовно име        | Лично име                           | Владарско име                   | Период владавине |
| --- | ------------------- | ----------------------------------- | ------------------------------- | ---------------- |
| Конвенција за навођење: лично име. |                     |                                     |                                 |                  |
| Цар Ву-сјао 武孝皇帝 (Wǔxiào huángdì) | Таи-цу 太祖 (Tàizǔ) | Гуо Веи 郭威 (Guō Wēi)              | Гуанг-шун (广顺) Сјен-д’ (显德) | 951-954          |
| Цар Сјао-вен 孝文皇帝 (Xiàowén huángdì) | Ш’-цу 世祖 (Shìzǔ)  | Чаи Жунг 柴荣 (Chái Róng)2          | Сјен-д’ (显德)                  | 954-959          |
| Цар Гунг 恭帝 (Gōngdì) | нема                | Чаи Цунг-сјин 柴宗训 (Chái Zōngxùn) | Сјен-д’ (显德)                  | 959-960          |
| 1. У случајевима када је владару дато комплексно постхумно име, у табели је забележена само његова скраћена форма. Сва постхумна имена су дата у целости у чланцима о појединачним династијама. |                     |                                     |                                 |                  |
| 2. Гуо Жунг (郭荣) је променио презиме у Чаи (柴). |                     |                                     |                                 |                  |

### Краљевство Ву Јуе
Кинески: 吴越 (Wú Yuè)
| Постхумно име                         | Храмовно име               | Лично име                              | Владарско име                                  | Период владавине  |
| ------------------------------------- | -------------------------- | -------------------------------------- | ---------------------------------------------- | ----------------- |
| Конвенција за навођење: лично име.    |                            |                                        |                                                |                   |
| Краљ Ву-су 武肃王 (Wǔsùwáng)          | Таи-цу 太祖 (Tàizǔ)        | Ћијен Лију 钱镠 (Qián Liú)             | Тијен-бао (天宝) Бао-да (宝大) Бао-џенг (宝正) | 908-923 -925 -932 |
| Краљ Вен-му 文穆王 (Wénmùwáng)        | Ш’-цунг 世宗 (Shìzōng)     | Ћијен Јуен-гуан 钱元瓘 (Qián Yuánguàn) | нема                                           | 932-941           |
| Краљ Џунг-сјен 忠献王 (Zhōngxiànwáng) | Ченг-цунг 成宗 (Chéngzōng) | Ћијен Хунг-цуо 钱弘佐 (Qián Hóngzuǒ)   | нема                                           | 941-947           |
| Краљ Џунг-сјин 忠逊王 (Zhōngxùnwáng)  | нема                       | Ћијен Хунг-цунг 钱弘倧 (Qián Hóngzōng) | нема                                           | 947-948           |
| Краљ Џунг-ји 忠懿王 (Zhōngyìwáng)     | нема                       | Ћијен Хунг-чу 钱弘俶 (Qián Hóngchù)    | нема                                           | 948-978           |

### Краљевство Мин
Кинески: 闽国 (Mǐnguó)
| Постхумно име1 | Храмовно име              | Лично име                            | Владарско име                 | Период владавине |
| --- | ------------------------- | ------------------------------------ | ----------------------------- | ---------------- |
| Конвенција за навођење: лично име. |                           |                                      |                               |                  |
| Краљ Џунг-ји 忠懿王 (Zhōngyìwáng) | Таи-цу 太祖 (Tàizǔ)       | Ванг Шен-џ’ 王审知 (Wáng Shěnzhī)    | нема                          | 909-925          |
| Цар Феи 废帝 (Fèidì) | С’-џу 嗣主 (Sìzhǔ)        | Ванг Јен-хан 王延翰 (Wáng Yánhàn)    | нема                          | 925-927          |
| Цар Хуи 惠帝 (Huìdì) | Таи-цунг 太宗 (Tàizōng)   | Ванг Јен-ђин 王延钧 (Wáng Yánjūn)    | Лунг-ћи (龙启) Јунг-х’ (永和) | 927-935          |
| Цар Хунг-сјао 弘孝皇帝 (Hóngxiào huángdì) | Канг-цунг 康宗 (Kāngzōng) | Ванг Ђи-пенг 王继鹏 (Wáng Jìpéng)    | Тунг-вен (通文)               | 936-939          |
| Цар Да-сјао 大孝皇帝 (Dàxiào huángdì) | Ђинг-цунг 景宗 (Jǐngzōng) | Ванг Јен-сји 王延羲 (Wáng Yánxī)     | Јунг-лунг (永隆)              | 939-944          |
| Цар Ву 武帝 (Wǔdì) | нема                      | Џу Вен-ђин 朱文进 (Zhū Wénjìn)       | нема                          | 944-945          |
| Цар Х’ 和帝 (Hédì) | нема                      | Ванг Јен-џенг 王延政 (Wáng Yánzhèng) | Тијен-д’ (天德)               | 945              |
| 1. У случајевима када је владару дато комплексно постхумно име, у табели је забележена само његова скраћена форма. Сва постхумна имена су дата у целости у чланцима о појединачним династијама. |                           |                                      |                               |                  |

### Краљевство Јужни Пинг
Кинески: 南平 (Nán Píng)
| Постхумно име | Лично име                         | Период владавине |
| --- | --------------------------------- | ---------------- |
| Конвенција за навођење: лично име. |                                   |                  |
| Краљ Ву-сјин 武信王 (Wǔxìnwáng) | Гао Ђи-сјинг 高季兴 (Gāo Jìxìng)  | 924-929          |
| Краљ Вен-сјен 文献王 (Wénxiànwáng) | Гао Цунг-хуи 高从诲 (Gāo Cónghuì) | 929-948          |
| Краљ Џен-ји 贞懿王 (Zhēnyìwáng) | Гао Бао-жунг 高保融 (Gāo Bǎoróng) | 948-960          |
| Краљ Џен-ан 贞安王 (Zhēn’ānwáng) | Гао Бао-сји 高保勖 (Gāo Bǎoxù)    | 960-962          |
| Краљ Д’-жен 德仁王 (Dérénwáng) | Гао Ђи-чунг 高继冲 (Gāo Jìchōng)  | 962-963          |
| У „Новој историји Пет династија“, ова држава се назива Јужни Пинг; у историјским записима: „Историја династије Сунг“ и „Пролећа и јесени Десет држава“ назива се Јужни Ђинг (荆南); због географског положаја престонице и везе са државом Чу, назива се и Северни Чу (北楚). Сматра се да је најприкладнији назив Јужни Пинг. |                                   |                  |

### Краљевство Јужни Чу
Кинески: 南楚 (Nán Chǔ)
| Постхумно име                        | Лично име                        | Период владавине |
| ------------------------------------ | -------------------------------- | ---------------- |
| Конвенција за навођење: лично име.   |                                  |                  |
| Краљ Ву-му 武穆王 (Wǔmùwáng)         | Ма Јин 马殷 (Мǎ Yīn)             | 897-930          |
| Краљ Хенг-јанг 衡阳王 (Héngyángwáng) | Ма Сји-шенг 马希声 (Мǎ Xīshēng)  | 930-932          |
| Краљ Вен-џао 文昭王 (Wénzhāowáng)    | Ма Сји-фан 马希范 (Мǎ Xīfàn)     | 932-947          |
| Краљ Феи 废王 (Fèiwáng)              | Ма Сји-гуанг 马希广 (Мǎ Xīguǎng) | 947-950          |
| Краљ Гунг-сјао 恭孝王 (Gōngxiàowáng) | Ма Сји-e 马希萼 (Мǎ Xī’è)        | 950-951          |
| Краљ Лију 留王 (Liúwáng)             | Ма Сји-чунг 马希崇 (Мǎ Xīchóng)  | 950-951          |

### Краљевство Јужни Ву
Кинески: 南吴 (Nán Wú)
| Постхумно име1 | Храмовно име             | Лично име                           | Владарско име                                              | Период владавине       |
| --- | ------------------------ | ----------------------------------- | ---------------------------------------------------------- | ---------------------- |
| Конвенција за навођење: лично име. |                          |                                     |                                                            |                        |
| Краљ Ву-џунг 武忠王 (Wǔzhōngwáng) | Таи-цу 太祖 (Tàizǔ)      | Јанг Сјинг-ми 杨行密 (Yáng Xíngmì)  | Тијен-јоу (天佑)                                           | 904-905                |
| Краљ Веи 威王 (Wēiwáng) | Лије-цунг 烈宗 (Lièzōng) | Јанг Во 杨渥 (Yáng Wò)              | Тијен-јоу (天佑)                                           | 905-908                |
| Краљ Сјуен 宣王 (Xuānwáng) | Гао-цу 高祖 (Gāozǔ)      | Јанг Лунг-јен 杨隆演 (Yáng Lóngyǎn) | Тијен-јоу (天佑) Ву-ји (武义)                              | 905-919 -921           |
| Цар Гу-жанг 古让皇帝 (Gǔràng huángdì) | нема                     | Јанг Пу 杨溥 (Yáng Pǔ)              | Шун-ји (顺义) Ган-џен (干贞) Да-х’ (大和) Тијен-цуо (天祚) | 921-927 -929 -935 -937 |
| 1. У случајевима када је владару дато комплексно постхумно име, у табели је забележена само његова скраћена форма. Сва постхумна имена су дата у целости у чланцима о појединачним династијама. |                          |                                     |                                                            |                        |

### Краљевство Јужни Танг
Кинески: 南吴 (Nán Wú)
| Постхумно име | Храмовно име              | Лично име                | Владарско име                                    | Период владавине |
| --- | ------------------------- | ------------------------ | ------------------------------------------------ | ---------------- |
| Конвенција за навођење: лично име. |                           |                          |                                                  |                  |
| Цар Сјао-гао 孝高皇帝 (Xiàogāo huángdì) | Лије-цу 烈祖 (Lièzǔ)      | Ли Бијен 李昪 (Lǐ Biàn)1 | Шенг-јуен (昇元)                                 | 937-943          |
| Цар Сјуен-сјао 宣孝皇帝 (Xuānxiào huángdì) | Јуен-цунг 元宗 (Yuánzōng) | Ли Ђинг 李璟 (Lǐ Jǐng)   | Бао-да (宝大) Ђијао-таи (交泰) Џунг-сјинг (中兴) | 943-958          |
| Цар Вен-шенг 文盛皇帝 (Wénshèng huángdì) | Хоу-џу 后主 (Hòuzhǔ)      | Ли Ји 李煜 (Lǐ Yù)       | нема                                             | 961-975          |
| 1. Ли Бијеново право име било је Сји Џ’-гао (徐知诰). Тек када је променио презиме у Ли, назвао је државу Велики Танг (Dà Táng, 大唐), пошто је и презиме владарске куће династије Танг било Ли. Пре тога се држава звала Ћи, односно Сји Ћи (徐齐). |                           |                          |                                                  |                  |

### Краљевство Јужни Хан
Кинески: 南汉 (Nán Hàn)
| Постхумно име                                | Храмовно име               | Лично име                  | Владарско име                                   | Период владавине  |
| -------------------------------------------- | -------------------------- | -------------------------- | ----------------------------------------------- | ----------------- |
| Конвенција за навођење: лично име.           |                            |                            |                                                 |                   |
| Велики небески цар 天皇大帝 (Tiānhuáng dàdì) | Гао-цу 高祖 (Gāozǔ)        | Лију Јен 刘岩 (Liú Yán)    | Ђијен-хенг (乾亨) Баи-лунг (白龙) Да-јоу (大有) | 917-925 -928 -941 |
| Цар Шанг 殇帝 (Shāngdì)                      | нема                       | Лију Бин 刘玢 (Liú Bīn)    | Гуанг-тијен (光天)                              | 941-943           |
| Цар Минг-сјао 明孝皇帝 (Míngxiào huángdì)    | Џунг-цунг 中宗 (Zhōngzōng) | Лију Шенг 刘晟 (Liú Shèng) | Јинг-ган (应干) Ган-х’ (干和)                   | 943 -958          |
| Цар Хуи 惠帝 (Huìdì)                         | Хоу-џу 后主 (Hòuzhǔ)       | Лију Чанг 刘鋹 (Liú Chǎng) | Да-бао (大宝)                                   | 958-971           |

### Краљевство Северни Хан
Кинески: 北汉 (Běi Hàn)
| Постхумно име                            | Храмовно име            | Лично име                        | Владарско име                     | Период владавине |
| ---------------------------------------- | ----------------------- | -------------------------------- | --------------------------------- | ---------------- |
| Конвенција за навођење: лично име.       |                         |                                  |                                   |                  |
| Цар Шен-ву 神武皇帝 (Shénwǔ huángdì)     | Ш’-цу 世祖 (Shìzǔ)      | Лију Мин 刘旻 (Liú Mín)          | Ћијен-јоу (乾祐)                  | 951-954          |
| Цар Сјао-х’ 孝和皇帝 (Xiàohé huángdì)    | Жуи-цунг 睿宗 (Ruìzōng) | Лију Ђин 刘钧 (Liú Jūn)          | Ћијен-јоу (乾祐) Тијен-хуи (天会) | 954-957 -968     |
| Цар Шао-пинг 少平皇帝 (Shàopíng huángdì) | нема                    | Лију Ђи-ен 刘继恩 (Liú Jì’ēn)    | нема                              | 968              |
| Цар Јинг-ву 英武皇帝 (Yīngwǔ huángdì)    | нема                    | Лију Ђи-јуен 刘继元 (Liú Jìyuán) | Гуанг-јин (广运)                  | 968-982          |

### Краљевство Рани Шу
Кинески: 前蜀 (Qián Shǔ)
| Постхумно име                           | Храмовно име         | Лично име                   | Владарско име                                                                                        | Период владавине                |
| --------------------------------------- | -------------------- | --------------------------- | --- | ------------------------------- |
| Конвенција за навођење: лично име.      |                      |                             | |                                 |
| Цар Минг-хуи 明惠皇帝 (Mínghuì huángdì) | Гао-цу 高祖 (Gāozǔ)  | Ванг Ђијен 王建 (Wáng Jiàn) | Тијен-фу (天复) Ву-ченг (武成) Јунг-пинг (永平) Тунг-џенг (通正) Тијен-хан (天汉) Гуанг-тијен (光天) | 907 908-910 911-915 916 917 918 |
| Цар Шенг-д’ 圣德皇帝 (Shèngdé huángdì)  | Хоу-џу 后主 (Hòuzhǔ) | Ванг Јен 王衍 (Wáng Yǎn)    | Ћијен-д’ (乾德) Сјен-канг (咸康)                                                                     | 918-925                         |

### Краљевство Позни Шу
Кинески: 后蜀 (Hòu Shǔ)
| Постхумно име                             | Храмовно име         | Лично име                            | Владарско име                    | Период владавине |
| ----------------------------------------- | -------------------- | ------------------------------------ | -------------------------------- | ---------------- |
| Конвенција за навођење: лично име.        |                      |                                      |                                  |                  |
| Цар Минг-сјао 明孝皇帝 (Míngxiào huángdì) | Гао-цу 高祖 (Gāozǔ)  | Менг Џ’-сјанг 孟知祥 (Mèng Zhīxiáng) | Минг-д’ (明德)                   | 934              |
| Цар Жуи-вен 睿文皇帝 (Ruìwén huángdì)     | Хоу-џу 后主 (Hòuzhǔ) | Менг Чанг 孟昶 (Mèng Chǎng)          | Минг-д’ (明德) Гуанг-џенг (广政) | 934-938 -965     |

## Династија Лијао
Кинески: 辽朝 (Liáocháo)
На власти од 907. до 1125. године.
| Постхумно име | Храмовно име               | Лично име1                                 | Владарско име                                                                  | Период владавине                                  |
| --- | -------------------------- | ------------------------------------------ | ------------------------------------------------------------------------------ | ------------------------------------------------- |
| Конвенција за навођење: храмовно име. |                            |                                            |                                                                                |                                                   |
| Цар Лије-тијен 烈天皇帝 (Liètiān huángdì) | Таи-цу 太祖 (Tàizǔ)        | Је-ли А-бао-ђи 耶律阿保机 (Yēlǜ Ābǎojī)    | без имена Шен-ц’ (神册) Тијен-цан (天赞) Тијен-сјен (天显)                     | 907-916 -922 -926                                 |
| Цар Хуи-вен 惠文皇帝 (Huìwén huángdì) | Таи-цунг 太宗 (Tàizōng)    | Је-ли Јао-гу 耶律尧骨 (Yēlǜ Yáogǔ)         | Тијен-сјен (天显) Хуи-тунг (会同) Да-тунг (大同)                               | 926-938 -947                                      |
| Цар Џуанг-сјен 庄宪皇帝 (Zhuāngxiàn huángdì) | Ш’-цунг 世宗 (Shìzōng)     | Је-ли Ву-ји 耶律兀欲 (Yēlǜ Wùyù)           | Тијен-лу (天禄)                                                                | 947-951                                           |
| Цар Ђинг-џенг 敬正皇帝 (Jìngzhèng huángdì) | Му-цунг 穆宗 (Mùzōng)      | Је-ли Шу-ли 耶律述律 (Yēlǜ Shùlǜ)          | Јинг-ли (应历)                                                                 | 951-969                                           |
| Цар Канг-ђинг 康靖皇帝 (Kāngjìng huángdì) | Ђинг-цунг 景宗 (Jǐngzōng)  | Је-ли Минг-ји 耶律明扆 (Yēlǜ Míngyǐ)       | Бао-нинг (保宁) Ћијен-хенг (乾亨)                                              | 969-979 -982                                      |
| Цар Сјао-сјуен 孝宣皇帝 (Xiàoxuān huángdì) | Шенг-цунг 圣宗 (Shèngzōng) | Је-ли Вен-шу-ну 耶律文殊奴 (Yēlǜ Wénshūnú) | Ћијен-хенг (乾亨) Тунг-х’ (统和) Каи-таи (开泰) Таи-пинг (太平)                | 982 983-1012 -1021 -1031                          |
| Цар Сјао-џанг 孝章皇帝 (Xiàozhāng huángdì) | Сјинг-цунг 兴宗 (Xìngzōng) | Је-ли Џ’-гу 耶律只骨 (Yēlǜ Zhīgǔ)          | Ђинг-фу (景福) Чунг-сји (重熙)                                                 | 1031-1032 -1055                                   |
| Цар Сјао-вен 孝文皇帝 (Xiàowén huángdì) | Дао-цунг 道宗 (Dàozōng)    | Је-ли Џа-ла 耶律查剌 (Yēlǜ Zhālà)          | Ћинг-нинг (清宁) Сјен-јунг (咸雍) Таи-канг (太康) Да-ан (大安) Шоу-чанг (寿昌) | 1055-1064 1065-1074 1075-1084 1085-1094 1095-1101 |
| Цар Тијен-цуо 天祚皇帝 (Tiānzuò huángdì) | нема                       | Је-ли A-гуо 耶律阿果 (Yēlǜ Āguǒ)           | Ћијен-тунг (乾统) Тијен-ћинг (天庆) Бао-да (保大)                              | 1101-1110 1111-1120 1121-1125                     |
| 1. Владарска кућа династије Лијао није припадала националности Хан, него данас изумрлој прото-монголској етничкој групи Китан (кин. 契丹, Qìdān) са подручја Манџурије. У табели су дата њихова китанска лична имена. Кинеска имена која су користили дата су у чланку о овој династији. |                            |                                            |                                                                                |                                                   |

## Династија Сунг
Кинески: 宋朝 (Sòngcháo)
На власти од 960. до 1279. године.
Династија Сунг се дели на два раздобља:
- Династија Северни Сунг (960-1127), кинески: 北宋 (Běi Sòng)
- Династија Јужни Сунг (1127-1279), кинески: 南宋 (Nán Sòng)

### Династија Северни Сунг
| Постхумно име1 | Храмовно име              | Лично име                            | Владарско име | Период владавине                                                  |
| --- | ------------------------- | ------------------------------------ | --- | ----------------------------------------------------------------- |
| Конвенција за навођење: храмовно име. |                           |                                      | |                                                                   |
| Цар Да-сјао 大孝皇帝 (Dàxiào huángdì) | Таи-цу 太祖 (Tàizǔ)       | Џао Куанг-јин 赵匡胤 (Zhào Kuāngyìn) | Ђијен-лунг (建隆) Ћијен-д’ (乾德) Каи-бао (开宝)                                                                                                | 960-963 -968 -976                                                 |
| Цар Ву-вен 武文皇帝 (Wǔwén huángdì) | Таи-цунг 太宗 (Tàizōng)   | Џао Гуанг-ји 赵光义 (Zhào Guāngyì)   | Таи-пинг-сјинг-гуо (太平兴国) Јунг-сји (雍熙) Дуан-гунг (端拱) Чун-хуа (淳化) Џ’-дао (至道)                                                     | 976-984 -987 988-989 990-994 995-997                              |
| Цар Јуен-сјао 元孝皇帝 (Yuánxiào huángdì) | Џен-цунг 真宗 (Zhēnzōng)  | Џао Д’-чанг 赵德昌 (Zhào Déchāng)    | Сјен-пинг (咸平) Ђинг-д’ (景德) Да-џунг-сјанг-фу (大中祥符) Тијен-сји (天禧) Ћијен-сјинг (乾兴)                                                 | 998-1003 1004-1007 1008-1016 1017-1021 1022                       |
| Цар Минг-сјао 明孝皇帝 (Míngxiào huángdì) | Жен-цунг 仁宗 (Rénzōng)   | Џао Шоу-ји 赵受益 (Zhào Shòuyì)      | Тијен-шенг (天圣) Минг-дао (明道) Ђинг-јоу (景祐) Бао-јуен (宝元) Канг-динг (康定) Ћинг-ли (庆历) Хуанг-јоу (皇祐) Џ’-х’ (至和) Ђија-јоу (嘉祐) | 1023-1032 -1033 1034-1038 -1040 -1041 -1048 1049-1054 -1056 -1063 |
| Цар Сјуен-сјао 宣孝皇帝 (Xuānxiào huángdì) | Јинг-цунг 英宗 (Yīngzōng) | Џао Цунг-ш’ 赵宗实 (Zhào Zōngshí)    | Џ’-пинг (治平) | 1063-1067                                                         |
| Цар Шенг-сјао 圣孝皇帝 (Shèngxiào huángdì) | Шен-цунг 神宗 (Shénzōng)  | Џао Џунг-џен 赵仲针 (Zhào Zhòngzhēn) | Сји-нинг (熙宁) Јуен-фенг (元丰) | 1068-1077 1078-1085                                               |
| Цар Џао-сјао 昭孝皇帝 (Zhāoxiào huángdì) | Џ’-цунг 哲宗 (Zhézōng)    | Џао Јунг 赵佣 (Zhào Yōng)            | Јуен-јоу (元祐) Шао-шенг (绍盛) Јуен-фу (元符)                                                                                                  | 1086-1094 -1098 -1100                                             |
| Цар Сјен-сјао 显孝皇帝 (Xiǎnxiào huángdì) | Хуи-цунг 徽宗 (Huīzōng)   | Џао Ђи 赵佶 (Zhào Jí)                | Ђијен-џунг-ђинг-гуо (建中靖国) Чунг-нинг (崇宁) Да-хуан (大欢) Џенг-х’ (政和) Чунг-х’ (重和) Сјуен-х’ (宣和)                                    | 1101 1102-1106 1107-1110 1111-1118 -1119 -1125                    |
| Цар Жен-сјао 仁孝皇帝 (Rénxiào huángdì) | Ћин-цунг 钦宗 (Qīnzōng)   | Џао Дан 赵亶 (Zhào Dǎn)              | Ђинг-канг (景康) | 1125-1127                                                         |
| 1. Владари династије Сунг имали су комплексна постхумна имена. Ради прегледности, у табелама су дата скраћена постхумна имена. Целовита постхумна имена налазе се у списку владара на чланку о овој династији. |                           |                                      | |                                                                   |

### Династија Јужни Сунг
| Постхумно име1 | Храмовно име                | Лично име                        | Владарско име | Период владавине                                                           |
| --- | --------------------------- | -------------------------------- | --- | -------------------------------------------------------------------------- |
| Конвенција за навођење: храмовно име. |                             |                                  | |                                                                            |
| Цар Сјен-сјао 宪孝皇帝 (Xiànxiào huángdì) | Гао-цунг 高宗 (Gāozōng)     | Џао Гоу 赵构 (Zhào Gòu)          | Ђијен-јен (建炎) Шао-сјинг (绍兴)                                                                                               | 1127-1130 1131-1162                                                        |
| Цар Ченг-сјао 成孝皇帝 (Chéngxiào huángdì) | Сјао-цунг 孝宗 (Xiàozōng)   | Џао Бо-цунг 赵伯琮 (Zhào Bócóng) | Лунг-сјинг (隆兴) Ган-дао (干道) Чун-сји (淳熙)                                                                                 | 1163-1164 1165-1173 1174-1189                                              |
| Цар Ц’-сјао 慈孝皇帝 (Cíxiào huángdì) | Гуанг-цунг 光宗 (Guāngzōng) | Џао Дун 赵惇 (Zhào Dūn)          | Шао-сји (绍熙) | 1189-1194                                                                  |
| Цар Гунг-сјао 恭孝皇帝 (Gōngxiào huángdì) | Нинг-цунг 宁宗 (Níngzōng)   | Џао Куо 赵扩 (Zhào Kuò)          | Ћинг-јуен (庆元) Ђија-таи (嘉泰) Каи-сји (开禧) Ђија-динг (嘉定)                                                                | 1195-1200 1201-1204 1205-1207 1208-1224                                    |
| Цар Ан-сјао 安孝皇帝 (Ānxiào huángdì) | Ли-цунг 理宗 (Lǐzōng)       | Џао Ји-ђи 赵与莒 (Zhào Yǔjǔ)     | Бао-ћинг (宝庆) Шао-динг (绍定) Дуан-пинг (端平) Ђија-сји (嘉熙) Чун-јоу (淳祐) Бао-јоу (宝祐) Каи-ћинг (开庆) Ђинг-динг (景定) | 1225-1227 1228-1233 1234-1236 1237-1240 1241-1252 1253-1258 1259 1260-1264 |
| Цар Ђинг-сјао 景孝皇帝 (Jǐngxiào huángdì) | Ду-цунг 度宗 (Dùzōng)       | Џао Менг-ћи 赵孟启 (Zhào Mèngqǐ) | Сјен-чун (咸淳) | 1264-1274                                                                  |
| Цар Сјао-гунг 孝恭皇帝 (Xiàogōng huángdì) | Гунг-цунг 恭宗 (Gōngzōng)   | Џао Сјен 赵显 (Zhào Xiǎn)        | Д’-јоу (德祐) | 1274-1276                                                                  |
| Цар Мин-сјао 愍孝皇帝 (Mǐnxiào huángdì) | Дуан-цунг 端宗 (Duānzōng)   | Џао Ш’ 赵是 (Zhào Shì)           | Ђинг-јен (景炎) | 1276-1278                                                                  |
| Цар Мо 末帝 (Mòdì) | нема                        | Џао Бинг 赵昺 (Zhào Bǐng)        | Сјанг-сјинг (祥兴) | 1278-1279                                                                  |
| 1. Владари династије Сунг имали су комплексна постхумна имена. Ради прегледности, у табелама су дата скраћена постхумна имена. Целовита постхумна имена налазе се у списку владара на чланку о овој династији. |                             |                                  | |                                                                            |

## Династија Западни Сја
Кинески: 西夏 (Xī Xià)
На власти од 1038. до 1227. године.
| Постхумно име | Храмовно име                | Лично име                          | Владарско име | Владавина                                                                   |
| --- | --------------------------- | ---------------------------------- | --- | --------------------------------------------------------------------------- |
| Конвенција за навођење: храмовно име. |                             |                                    | |                                                                             |
| Цар Ву-лије 武烈皇帝 (Wǔliè huángdì) | Ђинг-цунг 景宗 (Jǐngzōng)   | Ли Јуен-хао 李元昊 (Lǐ Yuánhào)1   | Сјен-дао (显道) Каи-јин (开运) Гуанг-пинг (广平) Да-ћинг (大庆) Тијен-шоу-ли-фа-јен-цуо (天授礼法延祚)                                             | 1032-1034 1035-1036 -1038 -1048                                             |
| Цар Џао-јинг 昭英皇帝 (Zhāoyīng huángdì) | Ји-цунг 毅宗 (Yìzōng)       | Ли Лијанг-цуо 李谅祚 (Lǐ Liàngzuò) | Јен-с’-нинг-гуо (延嗣宁国) Тијен-јоу-чуи-шенг (天祐垂圣) Фу-шенг-ченг-дао (福圣承道) Дуо-ду (奲都) Гунг-хуа (拱化)                                 | 1048-1049 1050-1052 1053-1056 -1062 1063-1067                               |
| Цар Канг-ђинг 康靖皇帝 (Kāngjìng huángdì) | Хуи-цунг 惠宗 (Huìzōng)     | Ли Бинг-чанг 李秉常 (Lǐ Bǐngcháng) | Ћијен-дао (乾道) Тијен-ц’-ли-шенг-гуо-ћинг (天赐礼盛国庆) Да-ан (大安) Тијен-ан-ли-динг (天安礼定)                                                 | 1067-1069 1070-1074 1075-1085 -1086                                         |
| Цар Шенг-вен 圣文皇帝 (Shèngwén huángdì) | Чунг-цунг 崇宗 (Chóngzōng)  | Ли Ћијен-шун 李乾顺 (Lǐ Qiánshùn)  | Тијен-ји-џ’-пинг (天仪治平) Тијен-јоу-мин-ан (天祐民安) Јунг-ан (永安) Џен-гуан (贞观) Јунг-нинг (雍宁) Јуен-д’ (元德) Џенг-д’ (正德) Да-д’ (大德) | 1086-1089 1090-1097 1098-1100 1101-1113 1114-1118 1119-1127 -1134 1135-1139 |
| Цар Шенг-д’ 圣德皇帝 (Shèngdé huángdì) | Жен-цунг 仁宗 (Rénzōng)     | Ли Жен-сјао 李仁孝 (Lǐ Rénxiào)    | Да-ћинг (大庆) Жен-ћинг (人庆) Тијен-шенг (天盛) Ћијен-јоу (乾祐)                                                                                  | 1139-1143 1144-1148 1149-1170 -1193                                         |
| Цар Џао-ђијен 昭简皇帝 (Zhāojiǎn huángdì) | Хуан-цунг 桓宗 (Huánzōng)   | Ли Чун-јоу 李纯佑 (Lǐ Chúnyòu)     | Тијен-ћинг (天庆) | 1193-1206                                                                   |
| Цар Ђинг-ву 景武皇帝 (Jǐngwǔ huángdì) | Сјанг-цунг 襄宗 (Xiāngzōng) | Ли Ан-ћијен 李安全 (Lǐ Ānquán)     | Ћинг-тијен (庆天) Хуанг-ђијен (皇建) | 1206-1209 1210-1211                                                         |
| Цар Јинг-вен 英文皇帝 (Yīngwén huángdì) | Шен-цунг 神宗 (Shénzōng)    | Ли Цун-сји 李遵顼 (Lǐ Zūnxū)       | Гуанг-динг (光定) | 1211-1223                                                                   |
| Цар Сјинг-д’ 兴德皇帝 (Xìngdé huángdì) | Сјен-цунг 献宗 (Xiànzōng)   | Ли Д’-ванг 李德旺 (Lǐ Déwàng)      | Ћијен-динг (乾定) | 1223-1226                                                                   |
| Цар Шун-ву 顺武皇帝 (Shùnwǔ huángdì) | нема                        | Ли Сјен 李睍 (Lǐ Xiàn)             | Бао-ји (宝义) | 1226-1227                                                                   |
| 1. Ли Јуен-хао је 1032. године наследио племићку титулу од свог оца, а тек 1038. године је постао суверен владар, самосталан од династије Сунг. |                             |                                    | |                                                                             |

## Династија Ђин
Кинески: 金朝 (Jīncháo)
На власти од 1115. до 1234. године.
| Постхумно име1 | Храмовно име               | Лично име2                                         | Владарско име                                         | Период владавине      |
| --- | -------------------------- | -------------------------------------------------- | ----------------------------------------------------- | --------------------- |
| Конвенција за навођење: храмовно име. |                            |                                                    |                                                       |                       |
| Цар Ву-јуен 武元皇帝 (Wǔyuán huángdì) | Таи-цу 太祖 (Tàizǔ)        | Ван-јен А-гу-да 完颜阿骨打 (Wányán Āgǔdǎ)          | Шоу-гуо (收国) Тијен-фу (天辅)                        | 1115-1116 1117-1123   |
| Цар Вен-лије 文烈皇帝 (Wénliè huángdì) | Таи-цунг 太宗 (Tàizōng)    | Ван-јен Ву-ћи-маи 完颜吴乞买 (Wányán Wúqǐmǎi)      | Тијен-хуи (天会)                                      | 1123-1134             |
| Цар Сјао-ченг 孝成皇帝 (Xiàochéng huángdì) | Сји-цунг 熙宗 (Xīzōng)     | Ван-јен Х’-ла 完颜合剌 (Wányán Hélá)               | Тијен-хуи (天会) Тијен-ђијен (天眷) Хуанг-тунг (皇统) | 1135-1138 -1141 -1149 |
| Краљ Хаи-линг 海陵王 (Hǎilíngwáng) | нема                       | Ван-јен Ди-гу-наи 完颜迪古乃 (Wányán Dígǔnǎi)      | Тијен-д’ (天德) Џен-јуен (贞元) Џенг-лунг (正隆)      | 1149-1153 -1156 -1161 |
| Цар Жен-сјао 仁孝皇帝 (Rénxiào huángdì) | Ш’-цунг 世宗 (Shìzōng)     | Ван-јен Ву-лу 完颜乌禄 (Wányán Wūlù)               | Да-динг (大定)                                        | 1161-1189             |
| Цар Јинг-сјао 英孝皇帝 (Yīngxiào huángdì) | Џанг-цунг 章宗 (Zhāngzōng) | Ван-јен Ма-да-г’ 完颜麻达葛 (Wányán Mádágé)        | Минг-чанг (明昌) Ченг-ан (承安) Таи-х’ (泰和)         | 1190-1196 -1200 -1208 |
| Краљ Веи-шао 卫绍王 (Wèishàowáng) | нема                       | Ван-јен Сјинг-шенг 完颜兴胜 (Wányán Xìngshèng)     | Да-ан (大安) Чунг-ћинг (崇庆) Џ’-нинг (至宁)          | 1209-1212 -1213       |
| Цар Шенг-сјао 圣孝皇帝 (Shèngxiào huángdì) | Сјуен-цунг 宣宗 (Xuānzōng) | Ван-јен Ву-ду-бу 完颜吾睹补 (Wányán Wúdǔbǔ)        | Џен-јоу (贞祐) Сјинг-динг (兴定) Јуен-гуанг (元光)    | 1213-1217 -1222 -1223 |
| Цар Шун-ђинг 顺靖皇帝 (Shùnjìng huángdì) | Аи-цунг 哀宗 (Āizōng)      | Ван-јен Нинг-ђија-су 完颜宁甲速 (Wányán Nìngjiǎsù) | Џенг-да (正大) Каи-сјинг (开兴) Тијен-сјинг (天兴)    | 1224-1232 -1234       |
| Цар Мо 末帝 (Mòdì) | нема                       | Ван-јен Ченг-лин 完颜承麟 (Wányán Chénglín)        | Шенг-чанг (盛昌)                                      | 1234                  |
| 1. Владари династије Ђин имали су комплексна постхумна имена. Ради прегледности, у табелама су дата скраћена постхумна имена. Целовита постхумна имена налазе се у списку владара на чланку о овој династији.                                          |                            |                                                    |                                                       |                       |
| 2. Владарска кућа династије Ђин није припадала националности Хан, него џурченској (кин. 女真, Nǚzhēn) односно манџурској народности. У табели су дата њихова џурченска лична имена. Кинеска имена која су користили дата су у чланку о овој династији. |                            |                                                    |                                                       |                       |

## Династија Јуан
Кинески: 元朝 (Yuáncháo)
На власти од 1271. до 1368. године.
| Постхумно име1 | Храмовно име               | Лично име2                                     | Владарско име                                                               | Период владавине                 |
| --- | -------------------------- | ---------------------------------------------- | --------------------------------------------------------------------------- | -------------------------------- |
| Конвенција за навођење: храмовно име. |                            |                                                |                                                                             |                                  |
| Цар Вен-ву 文武皇帝 (Wénwǔ huángdì) | Ш’-цу 世祖 (Shìzǔ)         | Борџигин Кублај Кан 孛儿只斤忽必烈             | Џунг-тунг (中统) Џ’-јуен (至元)3                                            | 1260-1264 -1294                  |
| Цар Гуанг-сјао 广孝皇帝 (Guǎngxiào huángdì) | Ченг-цунг 成宗 (Chéngzōng) | Борџигин Темир 孛儿只斤铁穆耳                  | Јуен-џен (元贞) Да-д’ (大德)                                                | 1295-1297 -1307                  |
| Цар Сјуен-сјао 宣孝皇帝 (Xuānxiào huángdì) | Ву-цунг 武宗 (Wǔzōng)      | Борџигин Кајшан 孛儿只斤海山                   | Да-д’ (大德) Џ’-да (至大)                                                   | 1307-1308 -1311                  |
| Цар Ћин-сјао 钦孝皇帝 (Qīnxiào huángdì) | Жен-цунг 仁宗 (Rénzōng)    | Борџигин Ајурпарибхадра 孛儿只斤爱育黎拔力八达 | Џ’-да (至大) Хуанг-ћинг (皇庆) Јен-јоу (延佑)                               | 1311-1312 -1313 1314-1320        |
| Цар Вен-сјао 文孝皇帝 (Wénxiào huángdì) | Јинг-цунг 英宗 (Yīngzōng)  | Борџигин Суддхипала 孛儿只斤硕德八剌           | Јен-јоу (延佑) Џ’-џ’ (至治)                                                 | 1320-1321 -1323                  |
| Цар Џ’-сјао 致孝皇帝 (Zhìxiào huángdì) | Ђин-цунг 晋宗 (Jìnzōng)    | Борџигин Јесин Темир 孛儿只斤也孙铁木儿        | Таи-динг (泰定) Џ’-х’ (致和)                                                | 1323-1328                        |
| Цар Д’-сјао 德孝皇帝 (Déxiào huángdì) | Сјинг-цунг 兴宗 (Xìngzōng) | Борџигин Аригаба 孛儿只斤阿速吉八              | Тијен-шун (天顺)                                                            | 1328                             |
| Цар Јуен-сјао 元孝皇帝 (Yuánxiào huángdì) | Вен-цунг 文宗 (Wénzōng)    | Борџигин Ток-Темир 孛儿只斤图帖睦尔            | Џ’-х’ (致和)                                                                | 1328                             |
| Цар Ђинг-сјао 景孝皇帝 (Jǐngxiào huángdì) | Минг-цунг 明宗 (Míngzōng)  | Борџигин Кошила 孛儿只斤和世琜                 | Тијен-ли (天历)                                                             | 1329                             |
| Цар Јуен-сјао 元孝皇帝 (Yuánxiào huángdì) | Вен-цунг 文宗 (Wénzōng)    | Борџигин Ток-Темир 孛儿只斤图帖睦尔            | Тијен-ли (天历) Џ’-шун (至顺)                                               | 1329-1330 -1332                  |
| Цар С’-сјао 嗣孝皇帝 (Sìxiào huángdì) | Нинг-цунг 宁宗 (Níngzōng)  | Борџигин Иринцибал 孛儿只斤懿璘质班            | Џ’-шун (至顺)                                                               | 1332                             |
| Цар Шун 顺帝 (Shùndì) | Хуи-цунг 惠宗 (Huìzōng)4   | Борџигин Тохан-Темир 孛儿只斤妥欢帖睦尔        | Џ’-шун (至顺) Јуен-тунг (元统) Џ’-јуен (至元) Џ’-џенг (至正) Џ’-јуен (至元) | 1333 -1335 -1340 1341-1368 -1370 |
| 1. Владари династије Јуен имали су комплексна постхумна имена. Ради прегледности, у табелама су дата скраћена постхумна имена. Целовита постхумна имена налазе се у списку владара на чланку о овој династији. |                            |                                                |                                                                             |                                  |
| 2. Владарска кућа династије Јуен била је монголског порекла, из клана Борџигин, и на њеном су челу били потомци Џингис Кана. У табели су њихова имена дата ћирилицом, уз кинеску транскрипцију.                |                            |                                                |                                                                             |                                  |
| 3. Прва година владавине династије Јуен је 1271. године, када је Кублај Кан освојио Пекинг. |                            |                                                |                                                                             |                                  |
| 4. Тохан-Темир је 1368. побегао из Кине, када је власт освојила династија Минг. На северу Кине је основао династију Северни Јуен која је постојала још неколико деценија.                                      |                            |                                                |                                                                             |                                  |

## Династија Минг
Кинески: 明朝 (Míngcháo)
На власти од 1368. до 1644. године.
Када је војска династије Ћинг ушла у Пекинг 1644. године, двор династије Минг пресељен је на југ Кине, где је династија, Јужни Минг (Nán Míng, 南明), опстала до 1662. године.
| Постхумно име1 | Храмовно име                | Лично име                           | Владарско име              | Период владавине |
| --- | --------------------------- | ----------------------------------- | -------------------------- | ---------------- |
| Конвенција за навођење: владарско име. |                             |                                     |                            |                  |
| Цар Гао 高帝 (Gāodì) | Таи-цу 太祖 (Tàizǔ)         | Џу Јуен-џанг 朱元璋 (Zhū Yuánzhāng) | Хунг-ву Hóngwǔ (洪武)      | 1368-1398        |
| Цар Хуи 惠帝 (Huìdì) | нема2                       | Џу Јин-вен 朱允炆 (Zhū Yǔnwén)      | Ђијен-вен Jiànwén (建文)   | 1398-1402        |
| Цар Вен 文帝 (Wéndì) | Таи-цунг 太宗 (Tàizōng)3    | Џу Ди 朱棣 (Zhū Dì)                 | Јунг-л’ Yǒnglè (永乐)      | 1402-1424        |
| Цар Џао 昭帝 (Zhāodì) | Жен-цунг 仁宗 (Rénzōng)     | Џу Гао-ч’ 朱高炽 (Zhū Gāochì)       | Хунг-сји Hóngxī (洪熙)     | 1424-1425        |
| Цар Џанг 章帝 (Zhāngdì) | Сјуен-цунг 宣宗 (Xuānzōng)  | Џу Џан-ђи 朱瞻基 (Zhū Zhānjī)       | Сјуен-д’ Xuāndé (宣德)     | 1425-1435        |
| Цар Жуи 睿帝 (Ruìdì) | Јинг-цунг 英宗 (Yīngzōng)   | Џу Ћи-џен 朱祁镇 (Zhū Qízhèn)       | Џенг-тунг Zhèngtǒng (正统) | 1435-14494       |
| Цар Ђинг 景帝 (Jǐngdì) | Даи-цунг 代宗 (Dàizōng)     | Џу Ћи-ји 朱祁钰 (Zhū Qíyù)          | Ђинг-таи Jǐngtài (景泰)    | 1449-1457        |
| Цар Жуи 睿帝 (Ruìdì) | Јинг-цунг 英宗 (Yīngzōng)   | Џу Ћи-џен 朱祁镇 (Zhū Qízhèn)       | Тијен-шун Tiānshùn (天顺)  | 1457-14644       |
| Цар Чун 纯帝 (Chúndì) | Сјен-цунг 宪宗 (Xiànzōng)   | Џу Ђијен-шен 朱见深 (Zhū Jiànshēn)  | Ченг-хуа Chénghuà (成化)   | 1464-1487        |
| Цар Ђинг 敬帝 (Jìngdì) | Сјао-цунг 孝宗 (Xiàozōng)   | Џу Јоу-танг 朱祐樘 (Zhū Yòutáng)    | Хунг-џ’ Hóngzhì (弘治)     | 1487-1505        |
| Цар Ји 毅帝 (Yìdì) | Ву-цунг 武宗 (Wǔzōng)       | Џу Хоу-џао 朱厚照 (Zhū Hòuzhào)     | Џенг-д’ Zhèngdé (正德)     | 1505-1521        |
| Цар Су 肃帝 (Sùdì) | Ш’-цунг 世宗 (Shìzōng)      | Џу Хоу-цунг 朱厚熜 (Zhū Hòucōng)    | Ђија-ђинг Jiājìng (嘉靖)   | 1521-1566        |
| Цар Џуанг 庄帝 (Zhuāngdì) | Му-цунг 穆宗 (Mùzōng)       | Џу Цаи-хоу 朱载垕 (Zhū Zǎihòu)      | Лунг-ћинг Lóngqìng (隆庆)  | 1566-1572        |
| Цар Сјен 显帝 (Xiǎndì) | Шен-цунг 神宗 (Shénzōng)    | Џу Ји-ђин 朱翊钧 (Zhū Yìjūn)        | Ван-ли Wànlì (万历)        | 1572-1620        |
| Цар Џен 贞帝 (Zhēndì) | Гуанг-цунг 光宗 (Guāngzōng) | Џу Чанг-луо 朱常洛 (Zhū Chángluò)   | Таи-чанг Tàichāng (泰昌)   | 1620             |
| Цар Џ’ 悊帝 (Zhédì) | Сји-цунг 熹宗 (Xīzōng)      | Џу Јоу-ђијао 朱由校 (Zhū Yóujiào)   | Тијен-ћи Tiānqǐ (天启)     | 1620-1627        |
| Цар Лије 烈帝 (Lièdì) | С’-цунг 思宗 (Sīzōng)       | Џу Јоу-ђијен 朱由检 (Zhū Yóujiǎn)   | Чунг-џен Chóngzhēn (崇祯)  | 1627-1644        |
| 1. Владари династије Минг имали су комплексна постхумна имена. Ради прегледности, у табелама су дата скраћена постхумна имена. Целовита постхумна имена налазе се у списку владара на чланку о овој династији.                                                                                      |                             |                                     |                            |                  |
| 2. Цар Јунг-л’ је узурпирао престо свог синовца цара Ђијен-вена, и избрисао све записе о његовој владавини, те због тога Ђијен-вену није дато храмовно име. |                             |                                     |                            |                  |
| 3. Цар Ђија-ђинг је променио постхумно име цара Јунг-л’-а у Ченг-цу (Chéngzǔ, 成祖). |                             |                                     |                            |                  |
| 4. Цар Џенг-тунг је 1449. године повео војску против Монгола, и том приликом је био заробљен. Његов брат, цар Ђинг-таи, преузео је престо. Након тога, Монголи су пустили Џенг-тунга из заробљеништва. После смрти свог брата, он је поново дошао на власт и променио је владарско име у Тијен-шун. |                             |                                     |                            |                  |

### Династија Јужни Минг
| Постхумно име1 | Храмовно име             | Лично име                        | Владарско име               | Период владавине |
| --- | ------------------------ | -------------------------------- | --------------------------- | ---------------- |
| Конвенција за навођење: лично име. |                          |                                  |                             |                  |
| Цар Сјао-ђијен 孝简皇帝 (Xiàojiǎn huángdì) | Ан-цунг 安宗 (Ānzōng)    | Џу Јоу-сунг 朱由嵩 (Zhū Yóusōng) | Хунг-гуанг Hóngguāng (弘光) | 1644-1645        |
| Цар Сјанг 襄帝 (Xiāngdì) | Шао-цунг 绍宗 (Shàozōng) | Џу Ји-ђијен 朱聿键 (Zhū Yùjiàn)  | Лунг-ву Lóngwǔ (隆武)       | 1645-1646        |
| Цар Вен 文帝 (Wéndì) | нема                     | Џу Ји-јуе 朱聿粤 (Zhū Yùyuè)2    | Шао-ву Shàowǔ (绍武)        | 1646-1647        |
| Цар Куанг 匡帝 (Kuāngdì) | нема                     | Џу Јоу-ланг 朱由榔 (Zhū Yóuláng) | Јунг-ли Yǒnglì (永历)       | 1646-1662        |
| 1. Владари династије Минг имали су комплексна постхумна имена. Ради прегледности, у табелама су дата скраћена постхумна имена. Целовита постхумна имена налазе се у списку владара на чланку о овој династији. |                          |                                  |                             |                  |
| 2. GB2312 и Big-5 стандарди за писање кинеског језика не садржи одговарајући симбол за записивање његовог имена. Карактер јуе се састоји од радикала 金 на левој и знака 粤 на десној страни.                  |                          |                                  |                             |                  |

## Династија Ћинг
Кинески: 清朝 (Qīngcháo)
На власти од 1644. до 1912. године.
| Постхумно име1 | Храмовно име               | Лично име2                       | Владарско име3                                    | Период владавине |
| --- | -------------------------- | -------------------------------- | ------------------------------------------------- | ---------------- |
| Конвенција за навођење: владарско име. |                            |                                  |                                                   |                  |
| Цар Гао 高帝 (Gāodì) | Таи-цу 太祖 (Tàizǔ)        | Нурхачи 努尔哈赤 (Nǔ’ěrhāchì)    | Тијен-минг Tiānmìng (天命)                        | 1616-1626 4      |
| Цар Вен 文帝 (Wéndì) | Таи-цунг 太宗 (Tàizōng)    | Хуанг-таи-ђи 皇太极 (Huángtàijí) | Тијен-цунг Tiāncōng (天聪) Чунг-д’ Chóngdé (崇德) | 1626-1636 -1643  |
| Цар Џанг 章帝 (Zhāngdì) | Ш’-цу 世祖 (Shìzǔ)         | Фу-лин 福临 (Huángtàijí)         | Шун-џ’ Shùnzhì (顺治)                             | 1643-1661        |
| Цар Жен 仁帝 (Réndì) | Шенг-цу 圣祖 (Shèngzǔ)     | Сјуен-је 玄烨 (Xuányè)           | Канг-сји Kāngxī (康熙)                            | 1661-1722        |
| Цар Сјен 宪帝 (Xiàndì) | Ш’-цунг 世宗 (Shìzōng)     | Јин-џен 胤禛 (Yìnzhēn)           | Јунг-џенг Yōngzhèng (雍正)                        | 1722-1735        |
| Цар Чун 纯帝 (Chúndì) | Гао-цунг 高宗 (Gāozōng)    | Хунг-ли 弘历 (Hónglì)            | Ћијен-лунг Qiánlóng (乾隆)                        | 1735-17965       |
| Цар Ченг 成帝 (Chéngdì) | Сјуен-цунг 宣宗 (Xuānzōng) | Мин-нинг 旻宁 (Mínníng)          | Дао-гуанг Dàoguāng (道光)                         | 1820-1850        |
| Цар Сјен 显帝 (Xiǎndì) | Вен-цунг 文宗 (Wénzōng)    | Ји-џу 奕詝 (Yìzhǔ)               | Сјен-фенг Xiánfēng (咸丰)                         | 1850-1861        |
| Цар Ји 毅帝 (Yìdì) | Му-цунг 穆宗 (Mùzōng)      | Цаи-чун 载淳 (Zǎichún)           | Тунг-џ’ Tóngzhì (同治)                            | 1861-18756       |
| Цар Ђинг 景帝 (Jǐngdì) | Д’-цунг 德宗 (Dézōng)      | Цаи-тијен 载湉 (Zǎitián)         | Гуанг-сји Guāngxù (光绪)                          | 1875-19086       |
| Цар Мин 愍帝 (Mǐndì)7 | Гунг-цунг 恭宗 (Gōngzōng)7 | Пу-ји 溥仪 (Pǔyí)                | Сјуен-тунг Xuāntǒng (宣统)                        | 1908-19128       |
| 1. Владари династије Ћинг имали су комплексна постхумна имена. Ради прегледности, у табелама су дата скраћена постхумна имена. Целовита постхумна имена налазе се у списку владара на чланку о овој династији. |                            |                                  |                                                   |                  |
| 2. Владарска кућа династије Ћинг није припадала националности Хан, већ манџурској народности. Њихов клан је био Аисин-гјоро (кин. Аи-сјин-ђије-луо, Àixīnjuéluò, 爱新觉罗). Име клана може се писати испред њихових личних имена као презиме, али они то, по традицији, нису примењивали. |                            |                                  |                                                   |                  |
| 3. Уз кинеско владарско име, цареви династије Ћинг су имали и владарска имена на манџурском језику. Ова имена се налазе у списку владара у чланку о овој династији. |                            |                                  |                                                   |                  |
| 4. Нурхачи је 1616. године основао династију Позни Ђин (Hòu Jīn, 后金). Његов син, Хуанг-таи-ђи, променио је 1636. године име династије у Ћинг. |                            |                                  |                                                   |                  |
| 5. Цар Ћијен-лунг је једини кинески цар у историји који је својевољно абдицирао. Да не би био на власти дуже од свог деде, цара Канг-сјија, сишао је с престола у корист свог сина, цара Ђија-ћинга. Узео је титулу цара-оца (Tàishàng huángdì, 太上皇帝) али је остао de facto неприкосновени владар до смрти 1799. године. |                            |                                  |                                                   |                  |
| 6. У периоду од 1861. до 1908. године, стварна власт је била у рукама царице-удовице Ц’-сји, прве конкубине цара Сјен-фенга, мајке цара Тунг-џ’-а и маћехе цара Гуанг-сјија. |                            |                                  |                                                   |                  |
| 7. Потомци владарске куће династије Ћинг дали су 2003. године Пу-јиу постхумно име Цар Мин и храмовно име Гунг-цунг. Ове титуле још увек нису прихваћене или одомаћене у кинеској јавности. На Тајвану, Пу-ји се спомиње и са постхумним именом Цар Сјин (Xùndì, 逊帝). |                            |                                  |                                                   |                  |
| 8. Династија Ћинг је збачена 1911. године, а Пу-ји је званично абдицирао у фебруару 1912. године. Република Кина му је међутим дозволила да задржи царску титулу, с ограничењем да ће бити третиран по протоколу за иностране владаре. У новембру 1924. године, ова дозвола је поништена, и Пу-ји је протеран из Забрањеног града. Касније је постао марионетски владар државе Манџуко под јапанском контролом. Умро је у Пекингу, као обичан грађанин, 1967. године. |                            |                                  |                                                   |                  |

## Небеско краљевство Таи-пинг
Кинески: 太平天囯 (Tàipíng tiānguó)
На власти од 1851. до 1864. године, на југу Кине.
| Постхумно име1 | Лично име                                   | Владарско име2             | Период владавине |
| --- | ------------------------------------------- | -------------------------- | ---------------- |
| Конвенција за навођење: лично име. |                                             |                            |                  |
| Небески краљ 天王 (Tiānwáng) | Хунг Сју-ћијен 洪秀全 (Hóng Xiùquán)        | Јуен-нијен Yuánnián (元年) | 1851-1864        |
| Млади небески краљ 幼天王 (Yòutiānwáng) | Хунг Тијен-гуи-фу 洪天贵福 (Hóng Tiānguìfú) | нема                       | 1864             |
| 1. Хунг Сју-ћијен није имао постхумно име у традиционалном смислу. За његово постхумно име узима се титула небеског краља, која је коришћена и за његовог живота. Исто важи и за његовог сина. |                                             |                            |                  |
| 2. Одредница Јуен-нијен није изабрана као традиционално владарско име, већ само као почетак бројања година од преузимања власти.                                                               |                                             |                            |                  |

## Царевина Кина
Кинески: 中华帝国 (Zhōnghuá dìguó)
Овај период је трајао од 1915. до 1916. године.
| Постхумно име | Храмовно име | Лично име                         | Владарско име             | Период владавине |
| --- | ------------ | --------------------------------- | ------------------------- | ---------------- |
| Конвенција за навођење: лично име. |              |                                   |                           |                  |
| нема | нема         | Јуен Ш’-каи 袁世凯 (Yuán Shìkǎi)1 | Хунг-сјен Hóngxiàn (洪宪) | 1915-1916        |
| 1. Јуен Ш’-каи је био председник Републике Кине од 1912. до 1915. године, када се прогласио за цара. У марту 1916. године, прогласио је ову одлуку неважећом и Кина је поново постала република. |              |                                   |                           |                  |